# Biserica fortificată din Agârbiciu

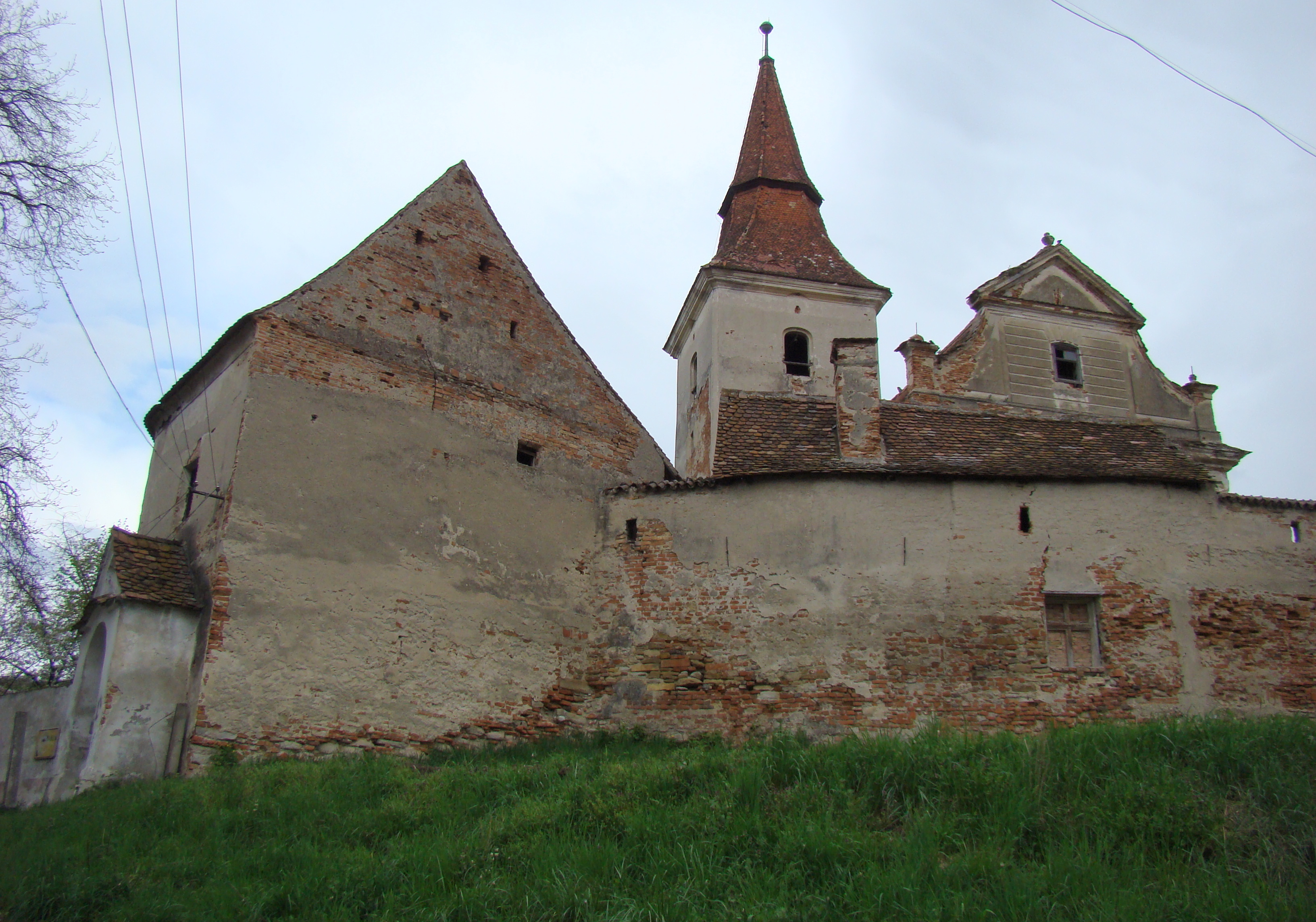
Ansamblul bisericii evanghelice fortificate din Agârbiciu, comuna Axente Sever, județul Sibiu.

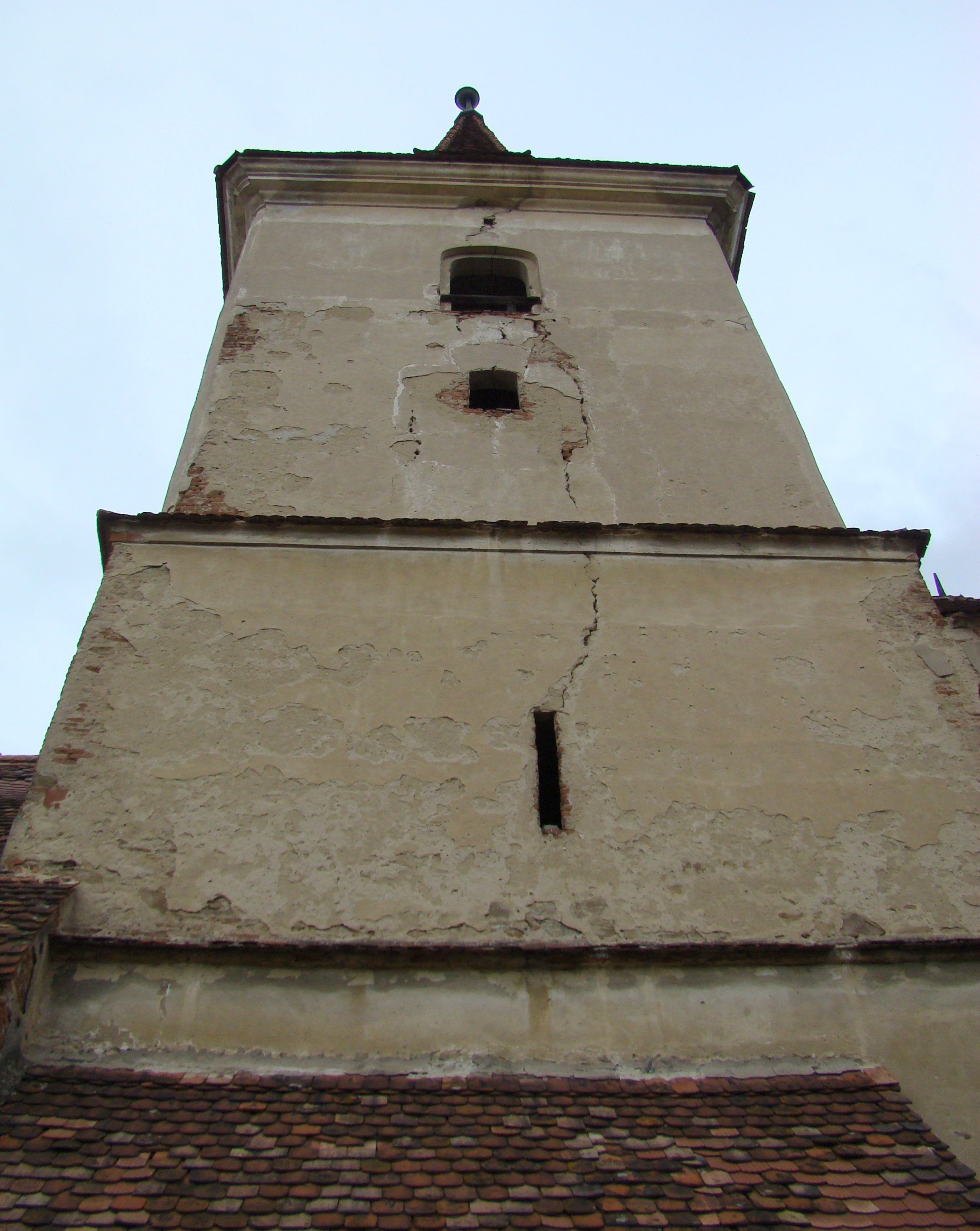
Turnul

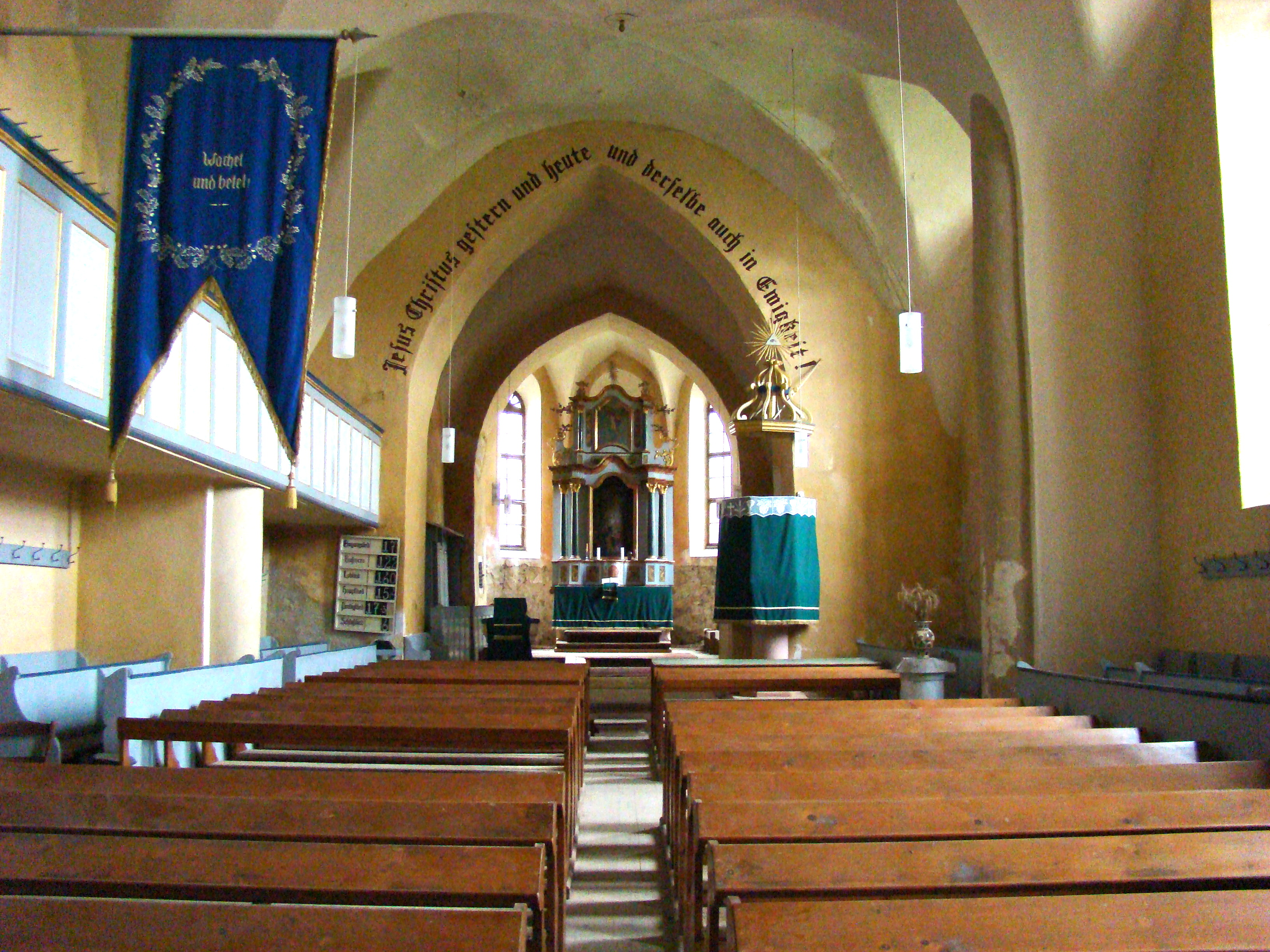
Nava spre altar

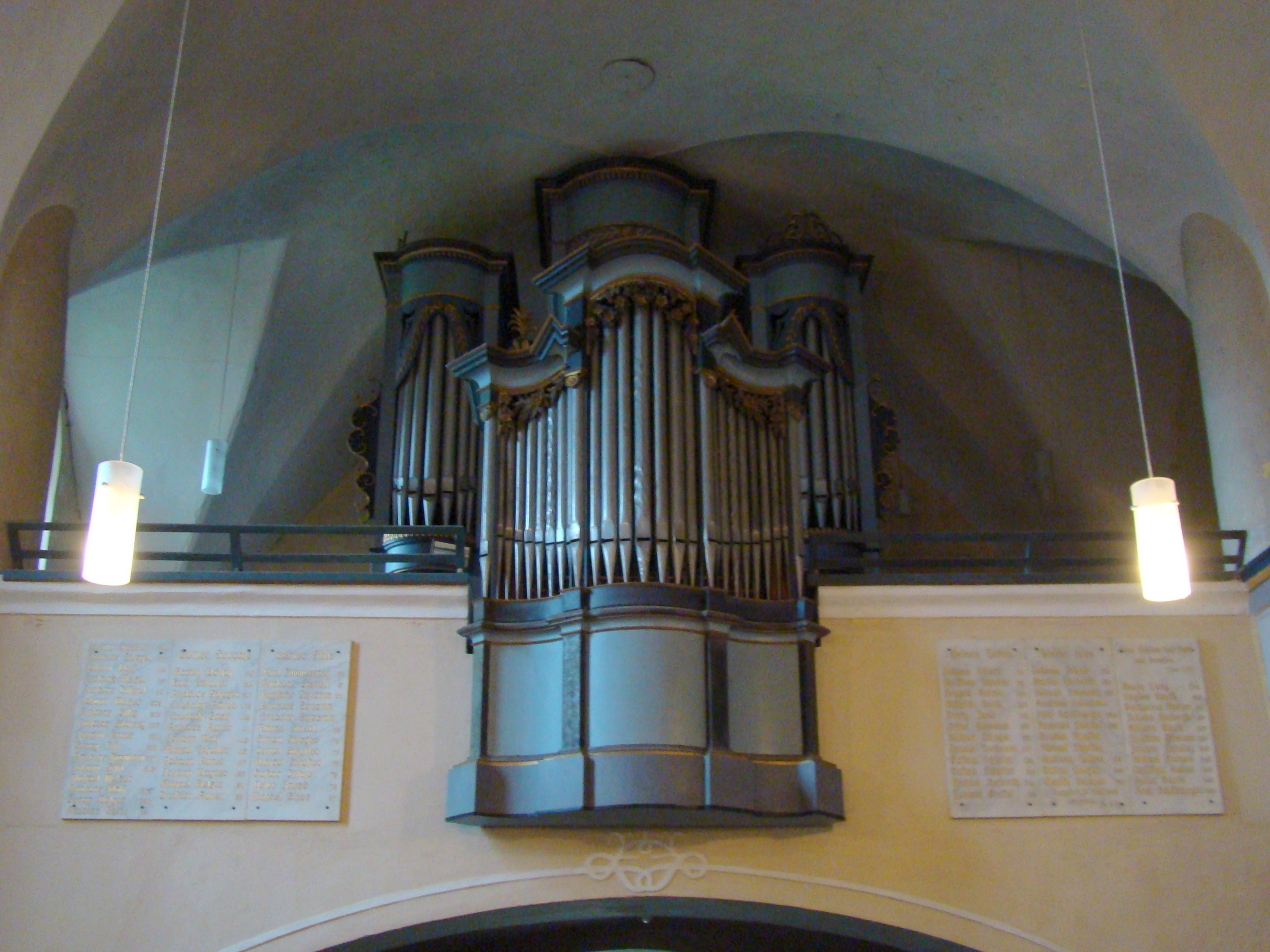
Orga amplasată în balconul vestic al bisericii, construită de Michael Groß și Samuel Joseph Maetz în 1798

Biserica fortificată din Agârbiciu este un ansamblu de monumente istorice aflat pe teritoriul satului Agârbiciu, comuna Axente Sever.
Ansamblul este format din următoarele monumente:
- Biserica evanghelică fortificată (cod LMI SB-II-m-B-12188.01)
- Incintă fortificată, cu turn de poartă, bastioane (cod LMI SB-II-m-B-12188.02)[3]

## Localitatea
Agârbiciu, mai demult Agribiciu (în dialectul săsesc Arbejän, Arbäjn, în germană Arbegen, Erbegen, în maghiară Szászegerbegy, Egerbegy), este un sat în comuna Axente Sever din județul Sibiu, Transilvania, România. Se află în partea de nord a județului, în Podișul Târnavelor. Prima mențiune documentară a localității datează din anul 1343.

## Localizare
Biserica fortificată din Agârbiciu închinată Fecioarei Maria este ridicată pe o colină din mijlocul satului și datează de la începutul secolului al XV-lea. Biserica este atestată documentar în 1415 și ridicată în stil gotic.

## Descriere
Biserica, ridicată în mijlocul satului la începutul sec. al XIV-lea, a fost o bazilică de factură gotic timpuriu. Ulterior, în etapa de fortificare din secolul al XV-lea, navele laterale au fost demolate, iar arcadele au fost zidite. Deasupra corului a fost ridicat un turn defensiv, iar peste închiderea poligonală au mai fost construite două niveluri de apărare, având contraforții uniți prin arce, iar în spatele acestora au fost practicate guri de aruncare. În 1827, odată cu demolarea sistemelor lui defensive și a catului de apărare al corului, a fost înălțat turnul cu acoperiș piramidal.
Turnul clopotniță este situat între cor și nava centrală. În turn funcționează trei clopote montate încă în evul mediu, două fiind din secolul al XIV-lea și unul din secolul al XV-lea. 
Clopotul mic și cel mare, datate în a doua jumătate a secolului al XIV-lea, poartă ambele aceeași inscripție: „O REX GLORIE VENI CUM PACE”. Clopotul mijlociu, datat la începutul secolului al XV-lea, are inscripția „O REX GLORIE VENI NOBIS CUM PACE LEONARDUS”.
Fortificația în formă ovală, ridicată jurul anului 1500 sub forma unui singur rând de ziduri, cu înălțime variabilă, se adaptează pantei pe care se află biserica, închizând incinta.

## Imagini din exterior

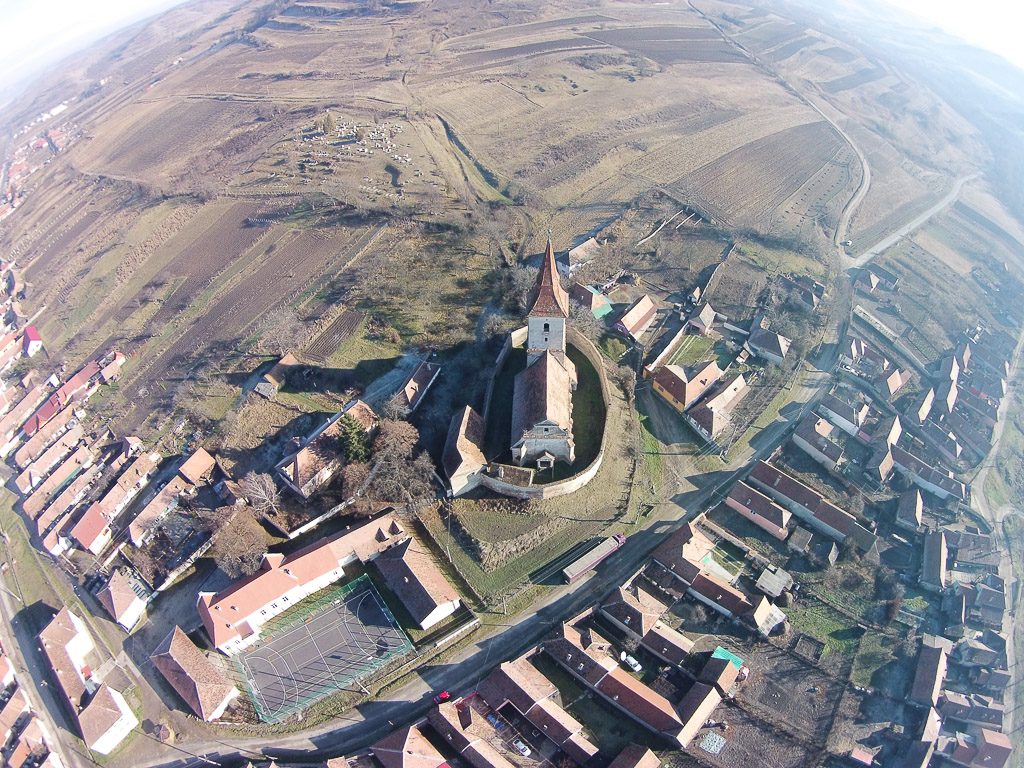
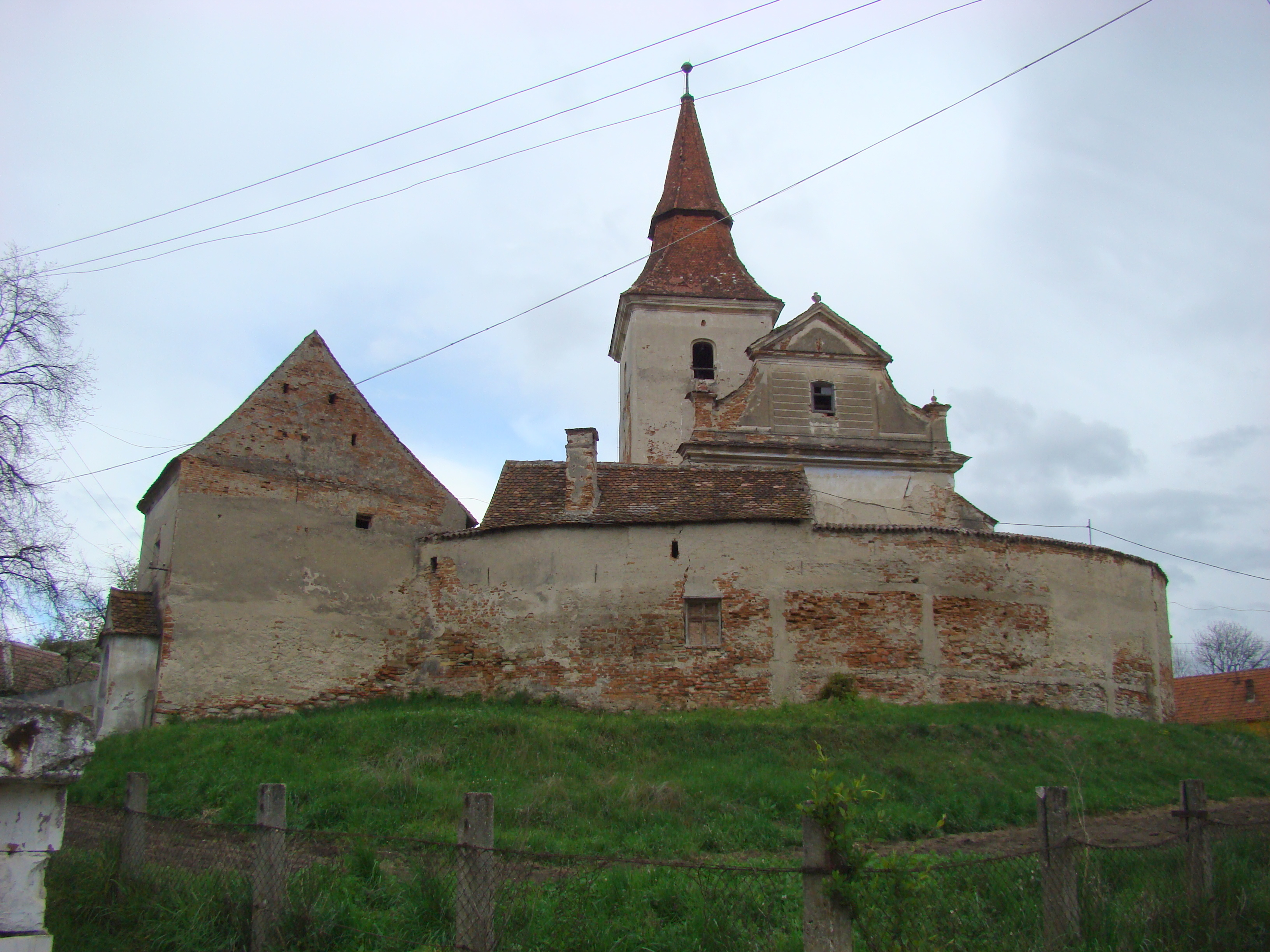
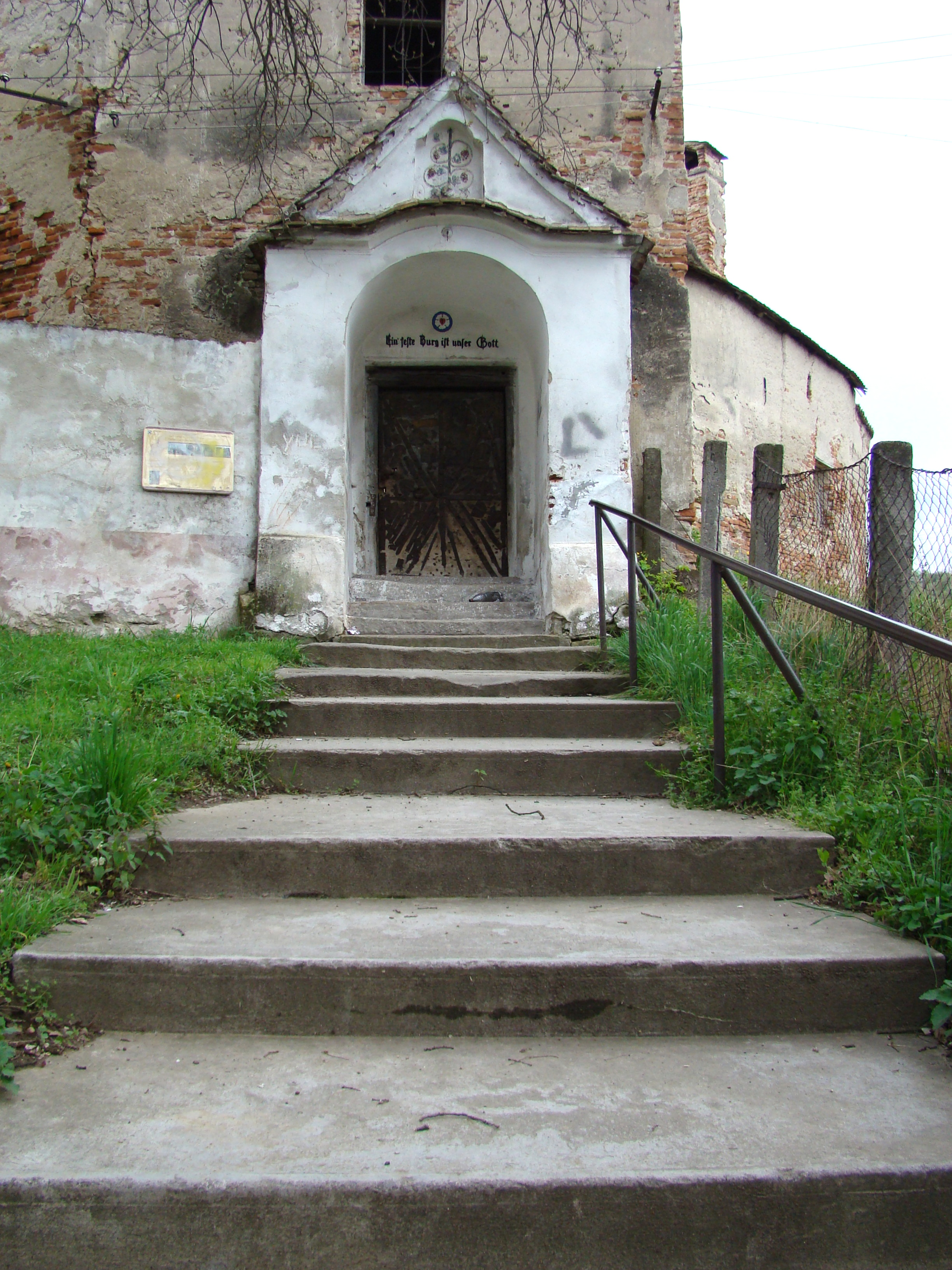
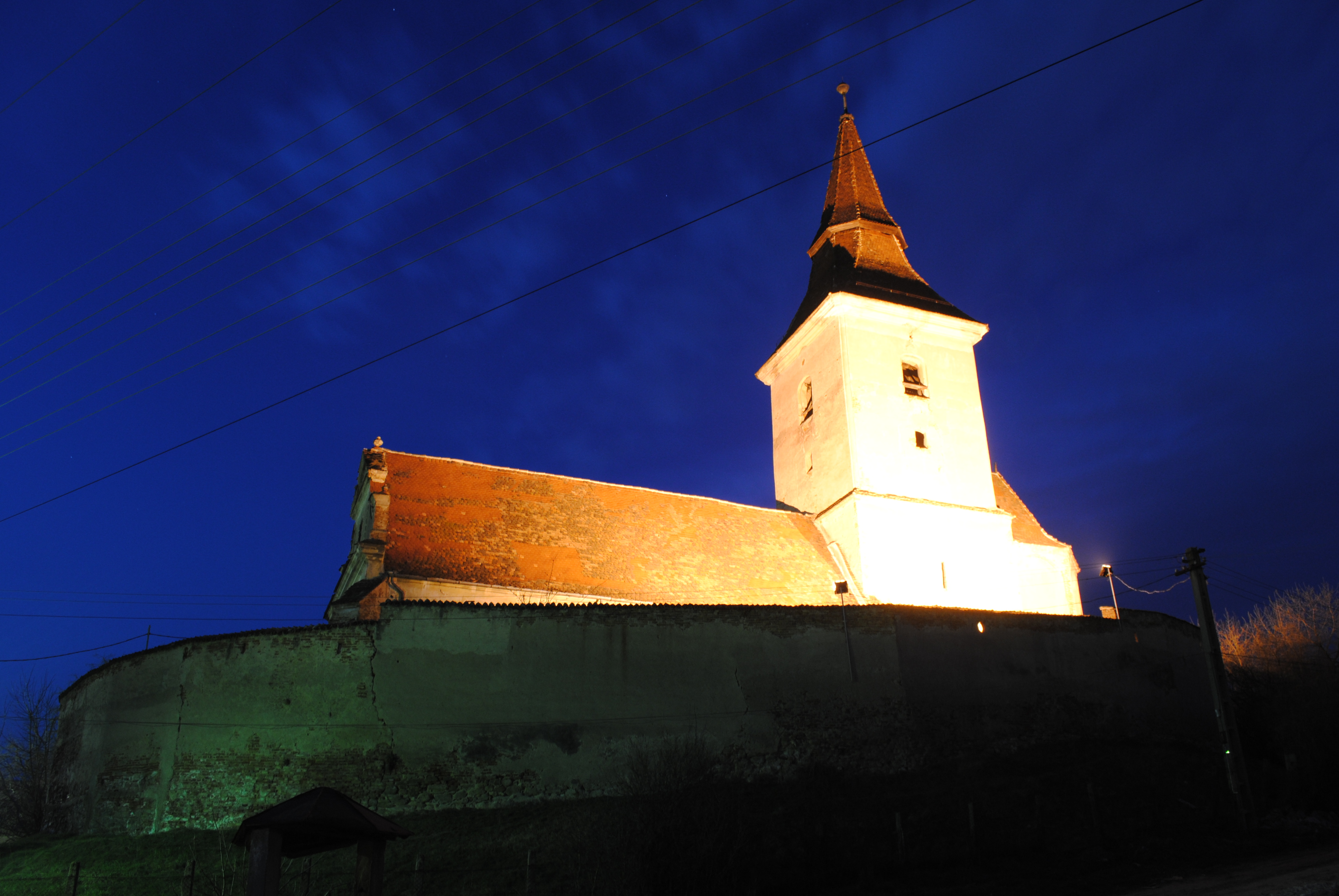
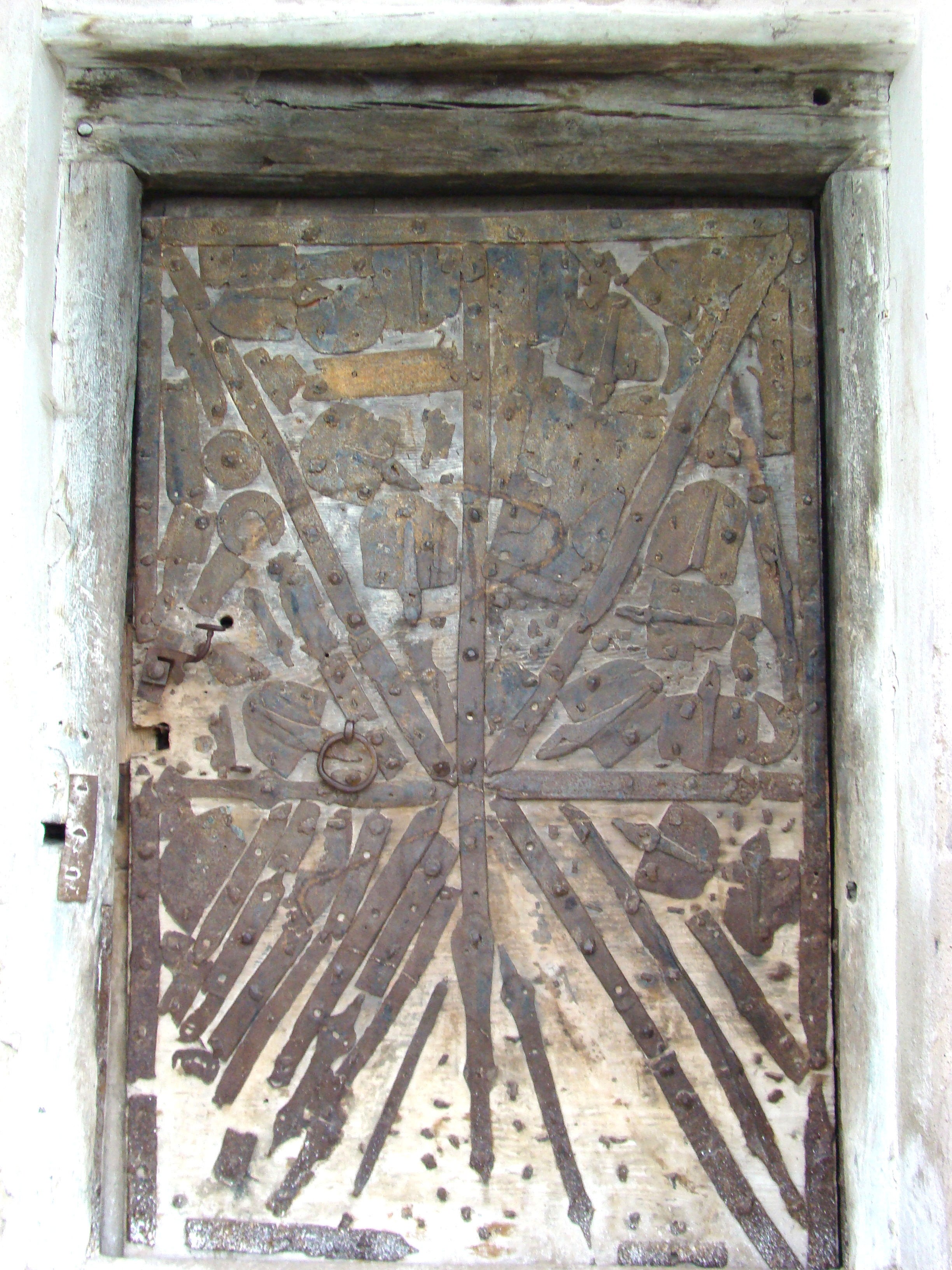
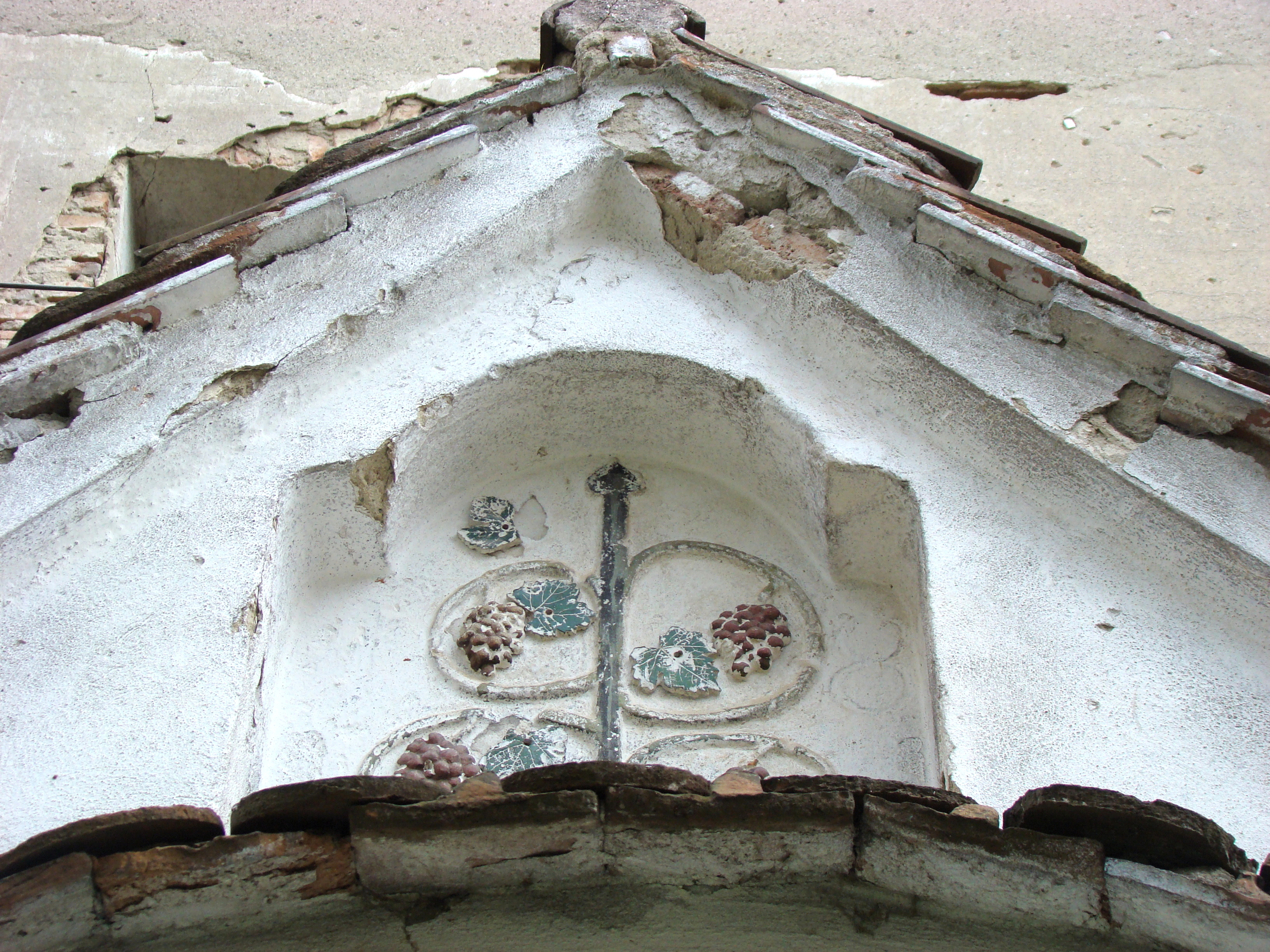
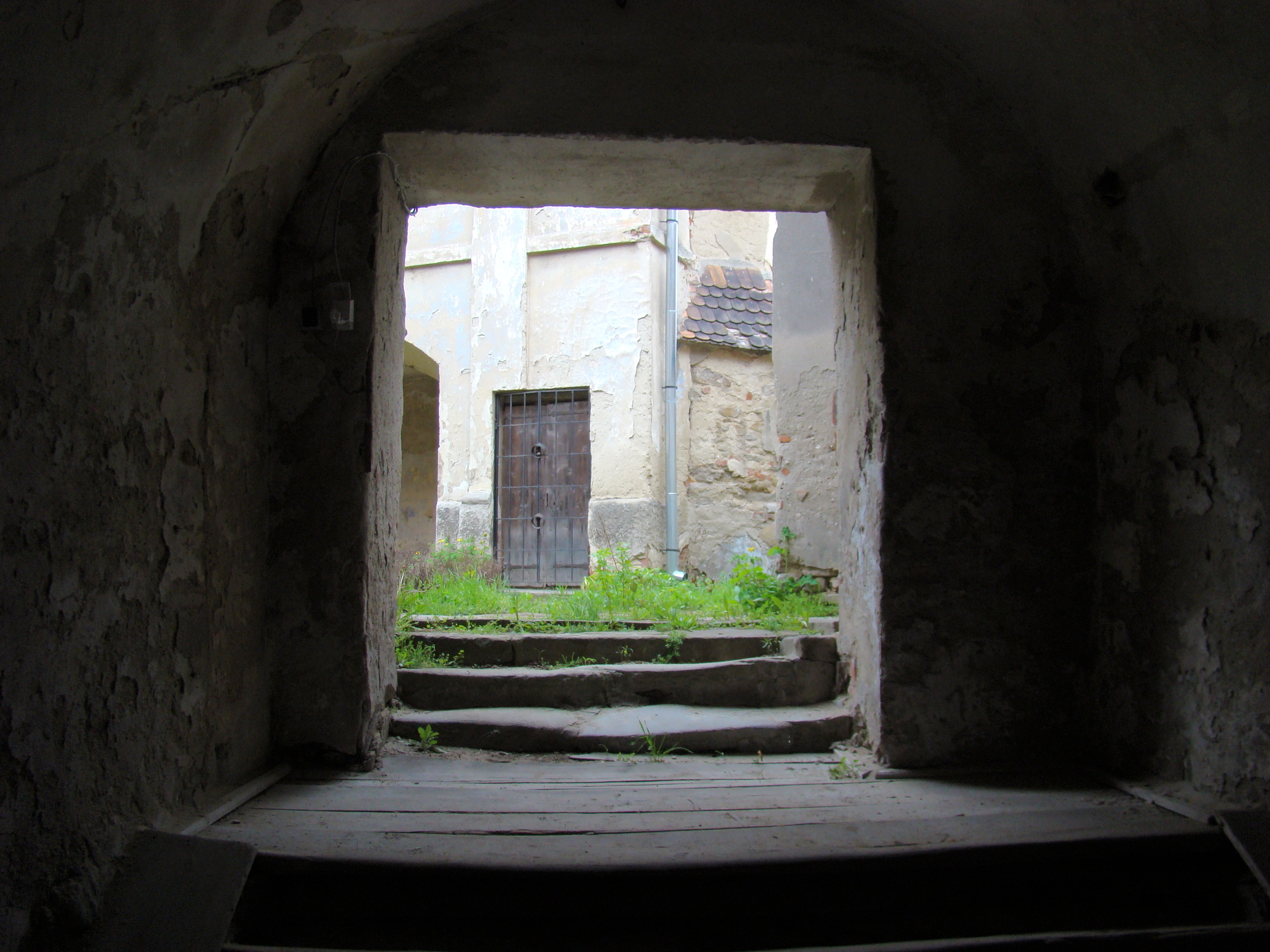
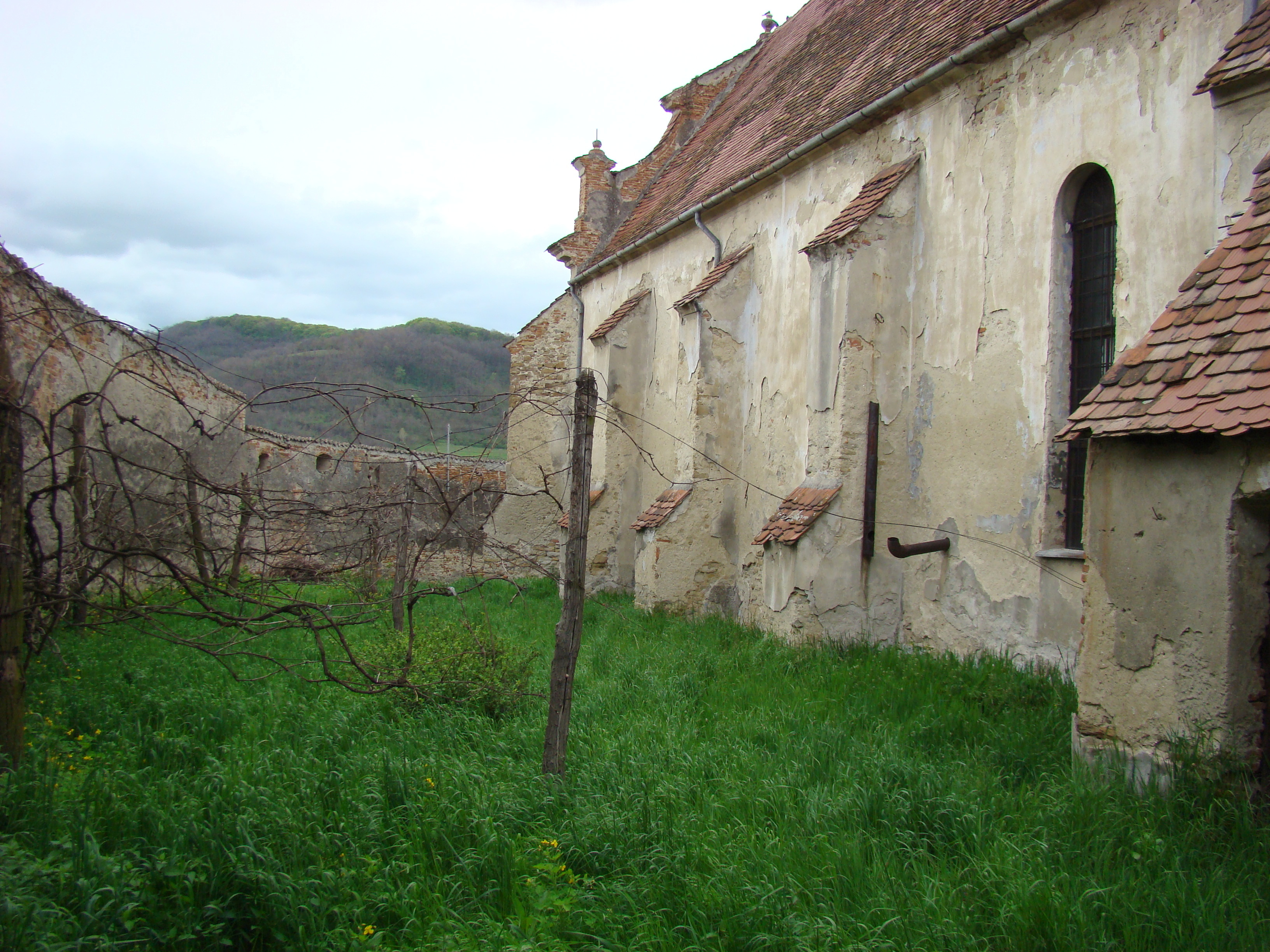
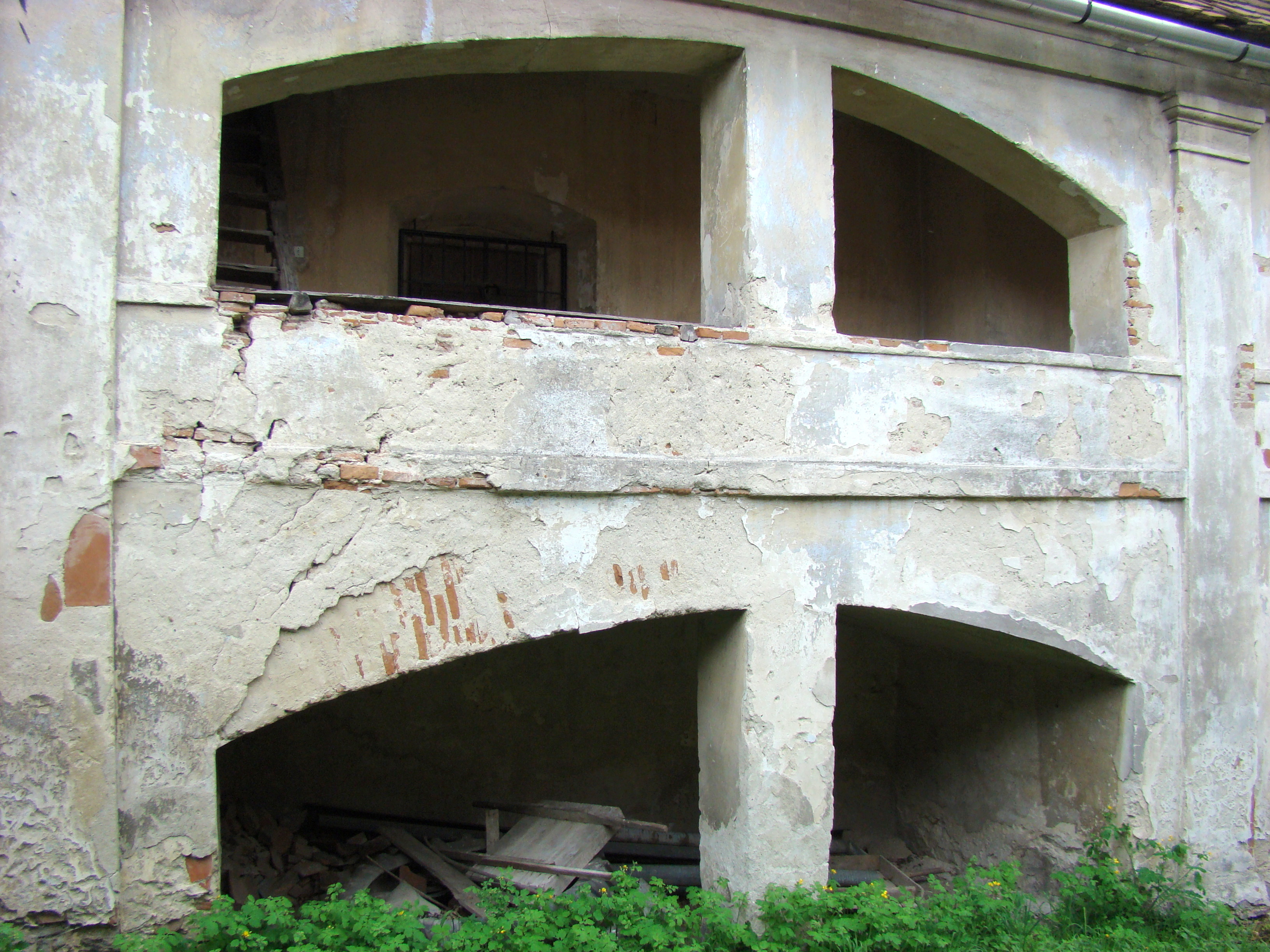
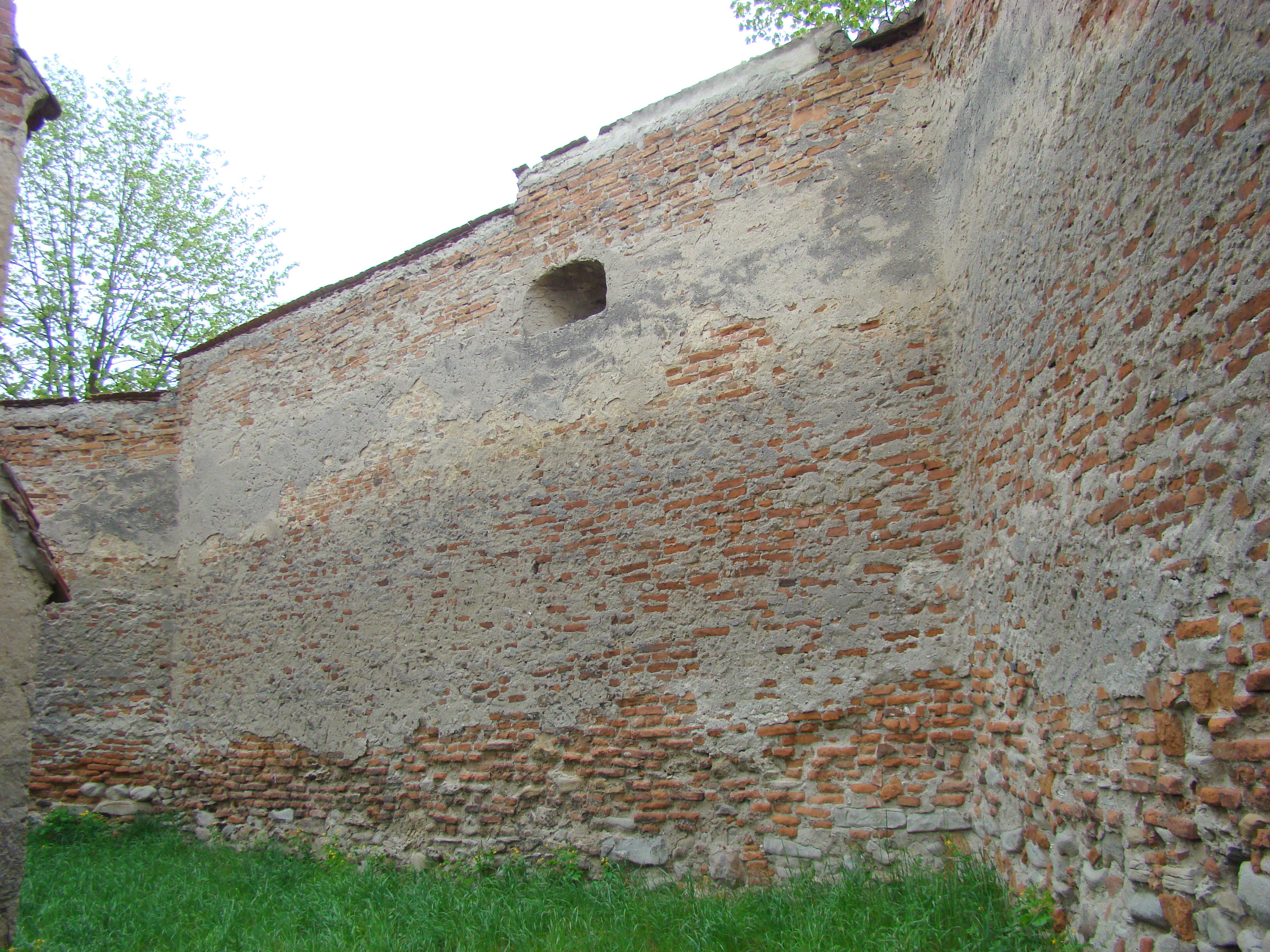
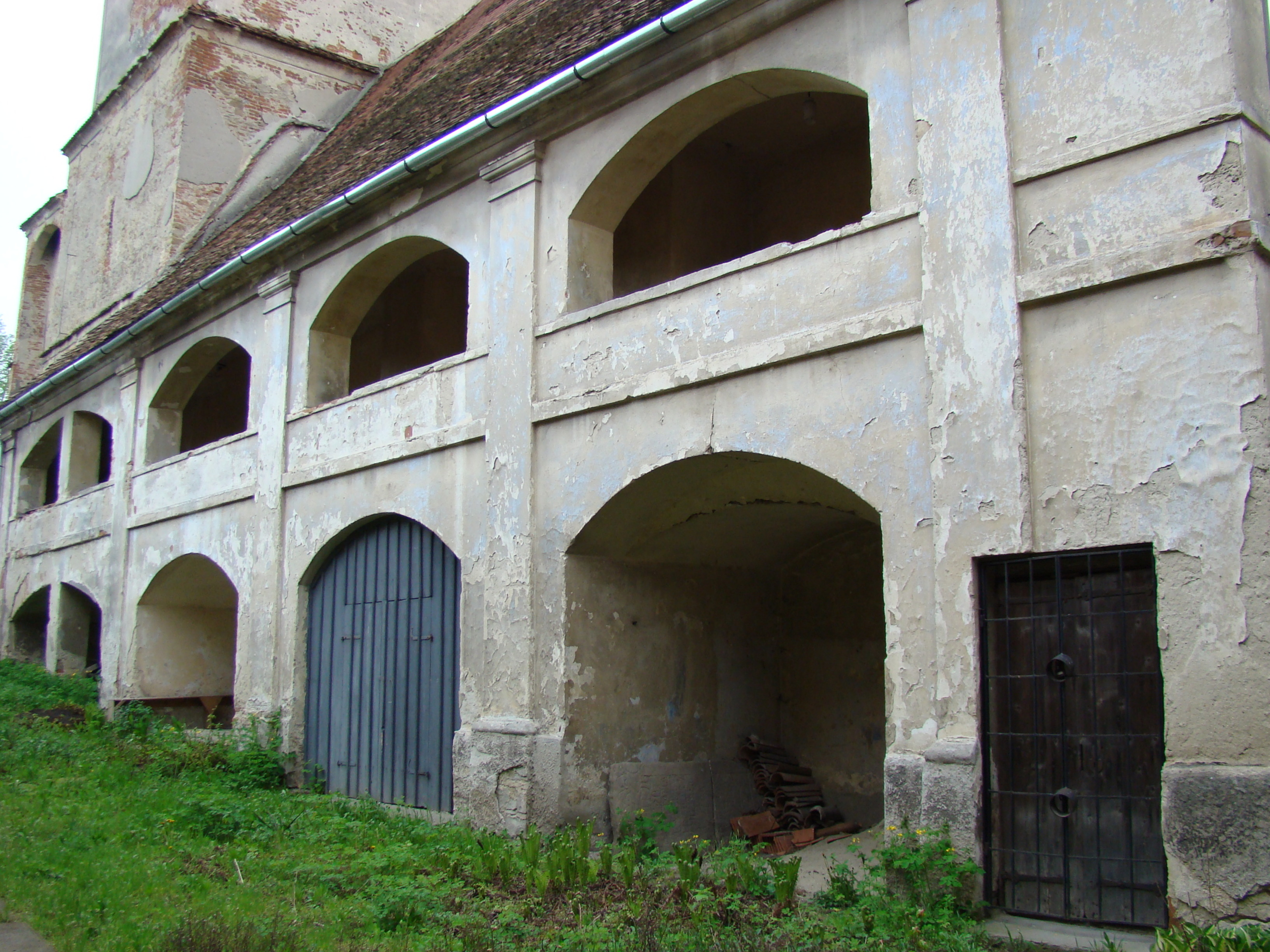
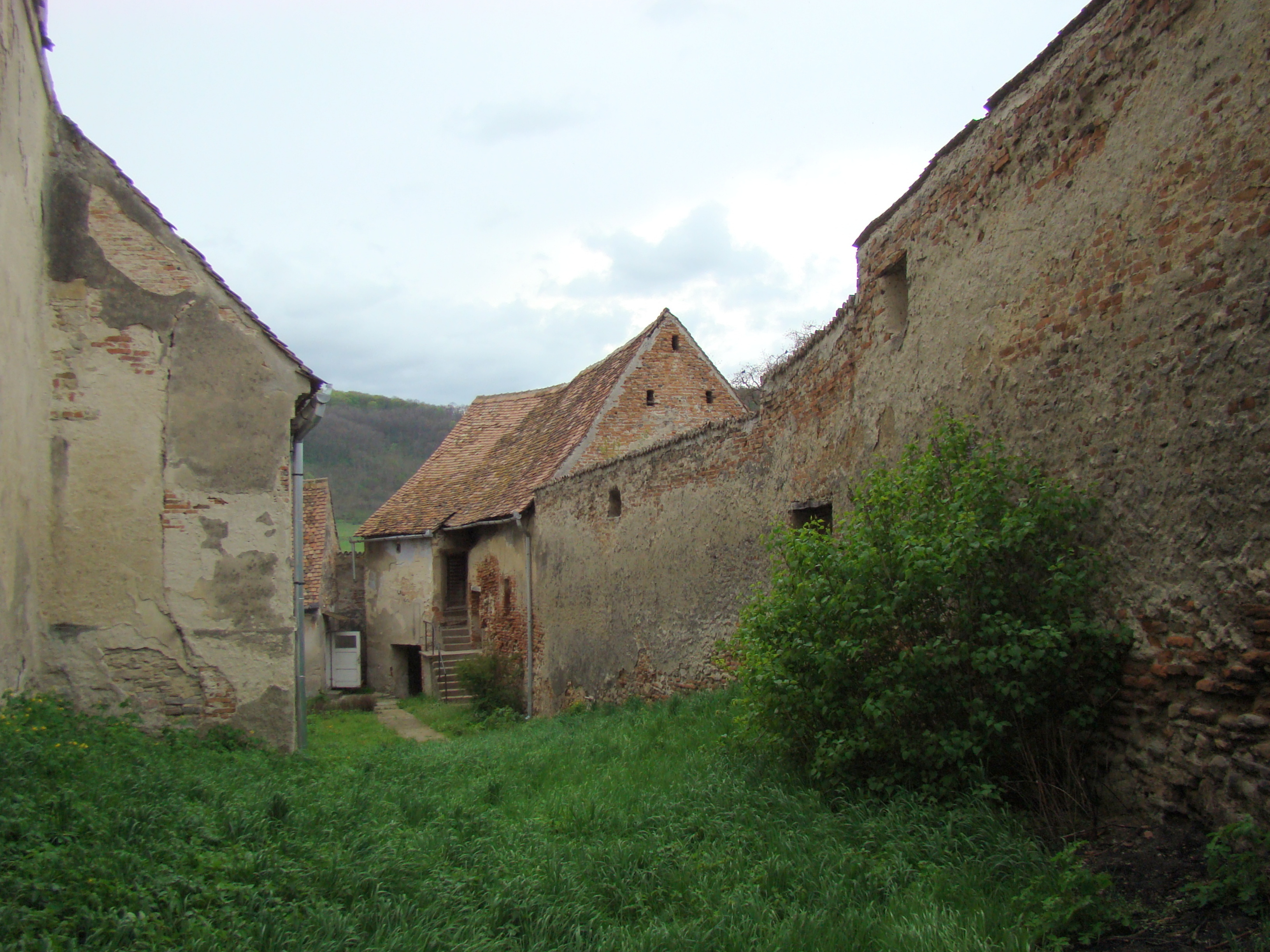
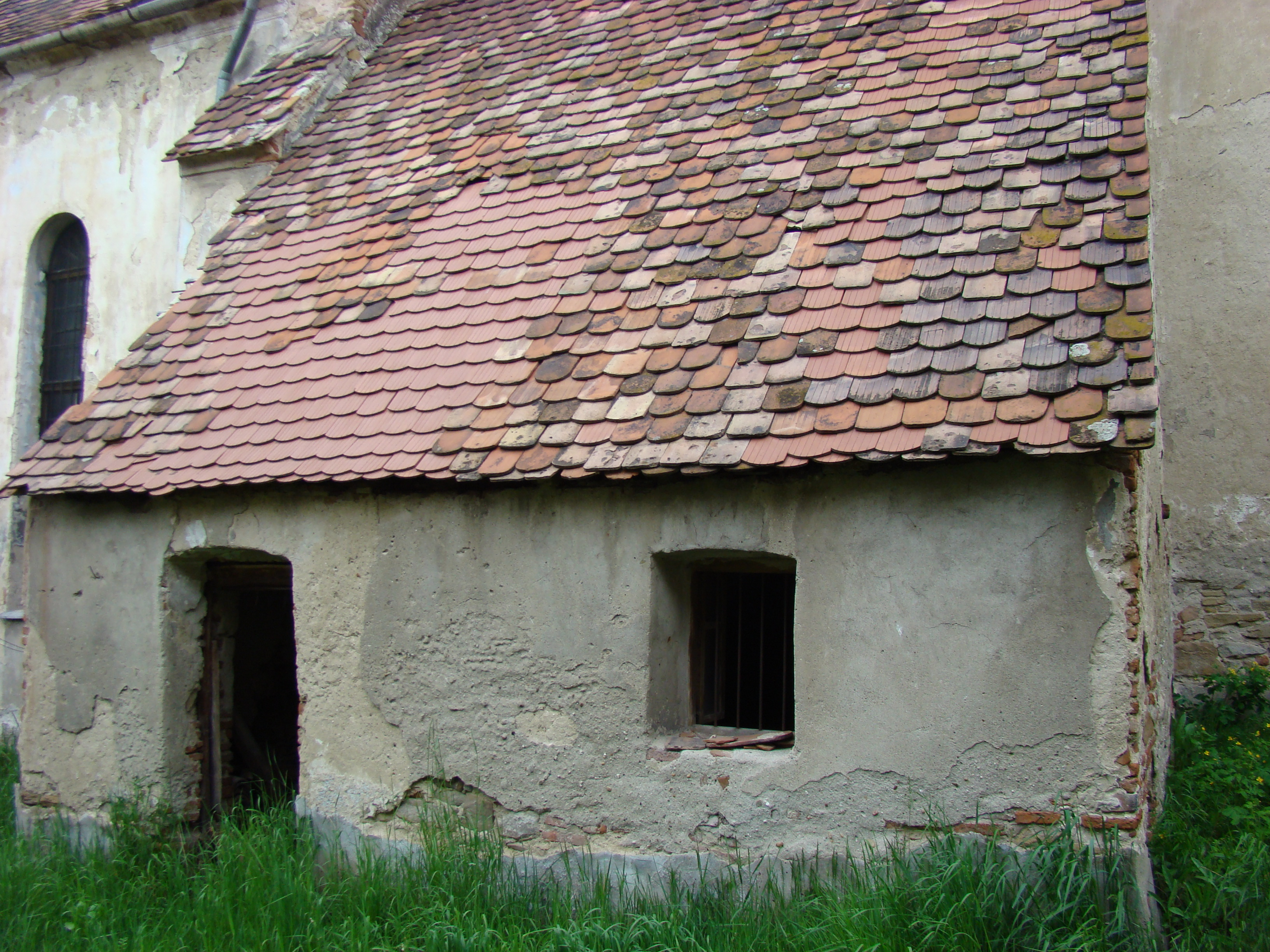
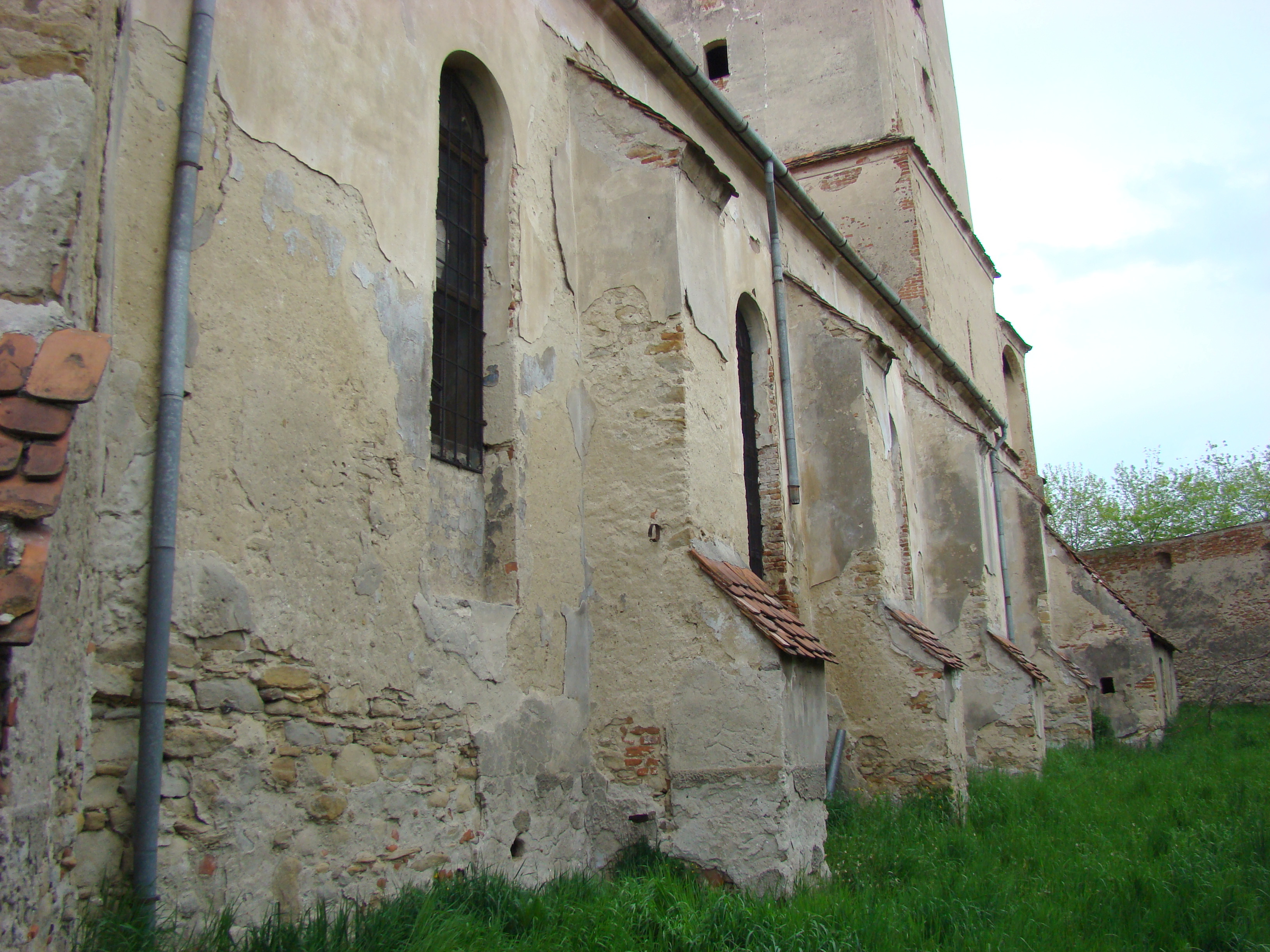
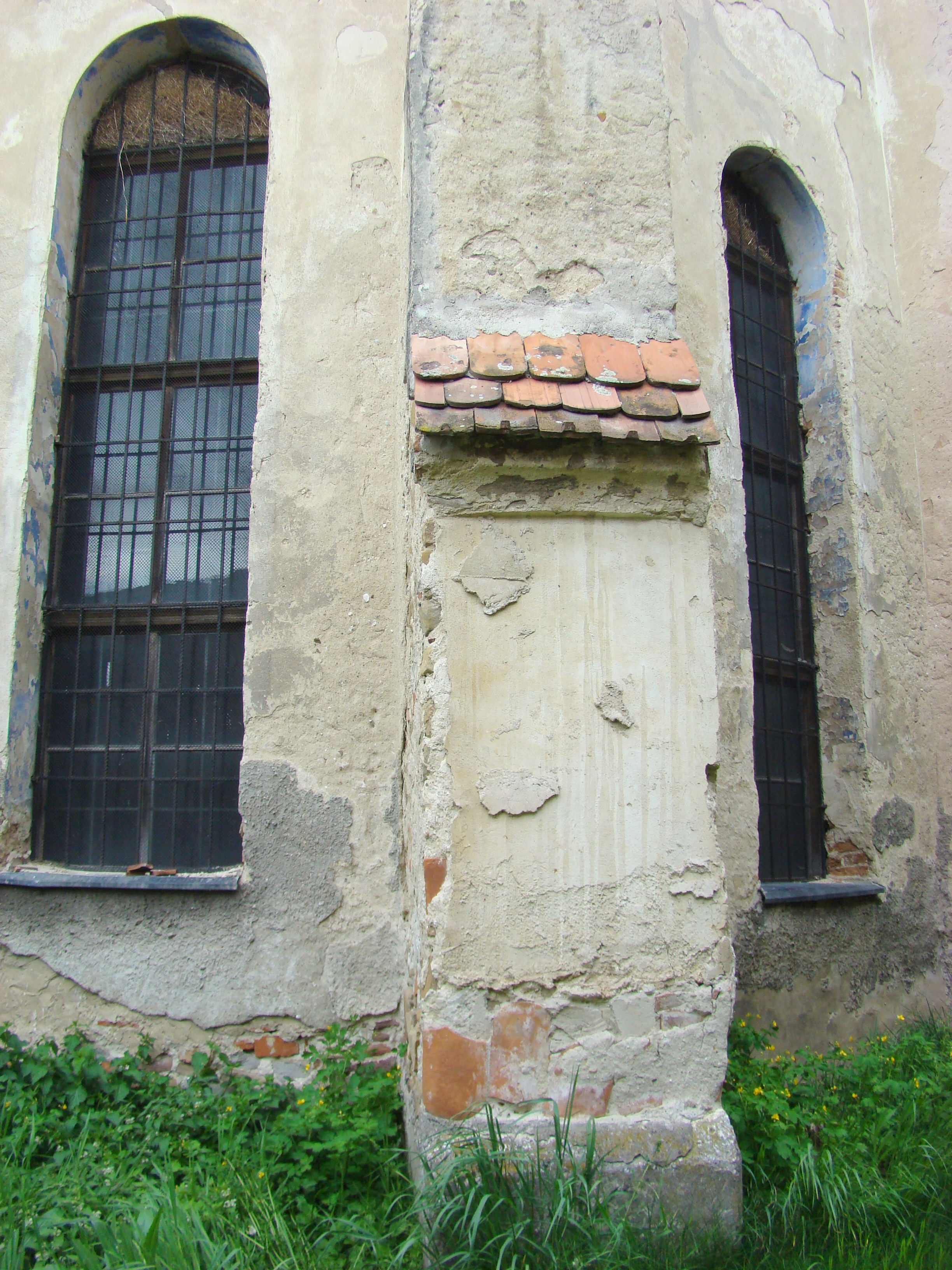
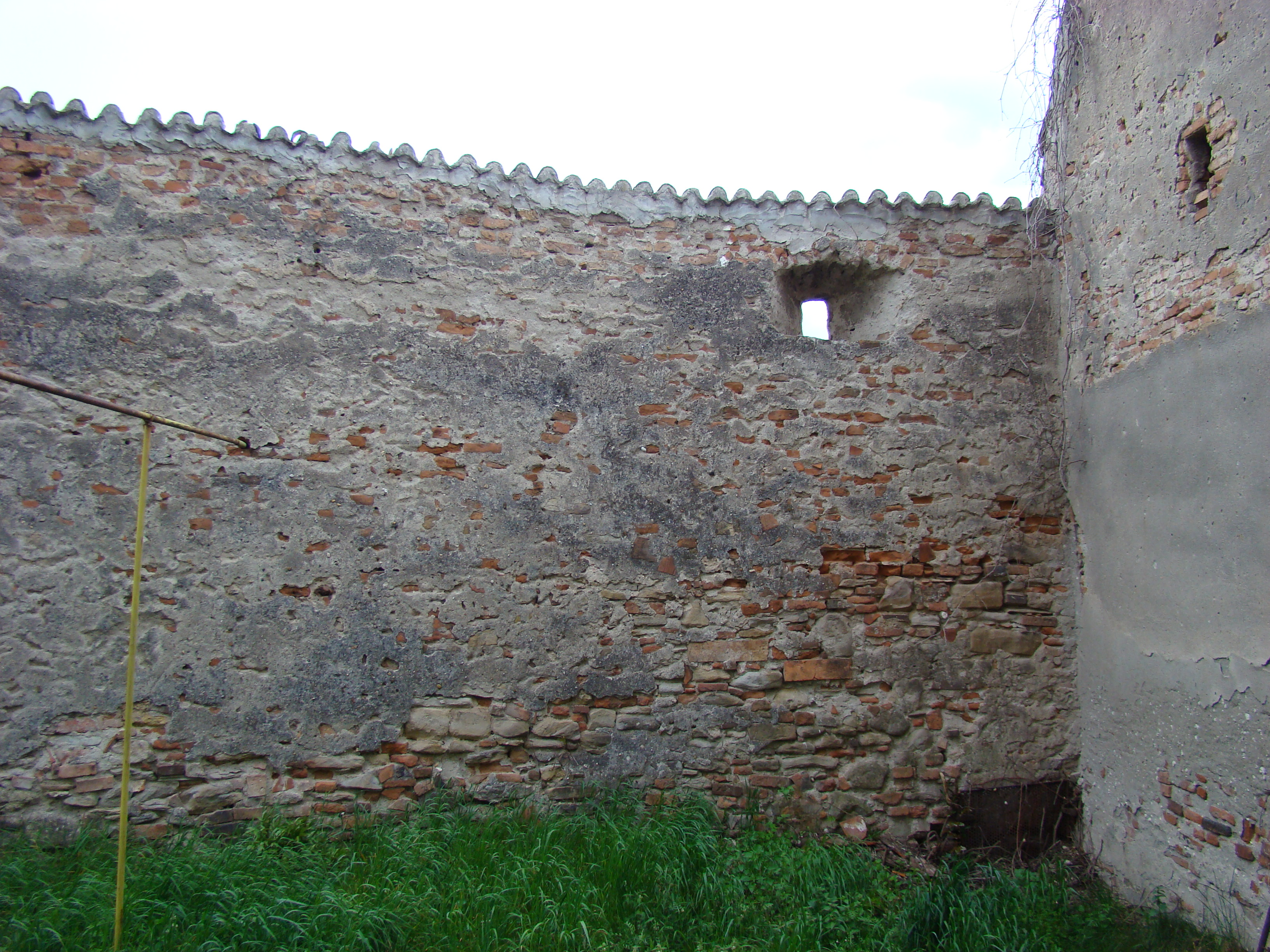
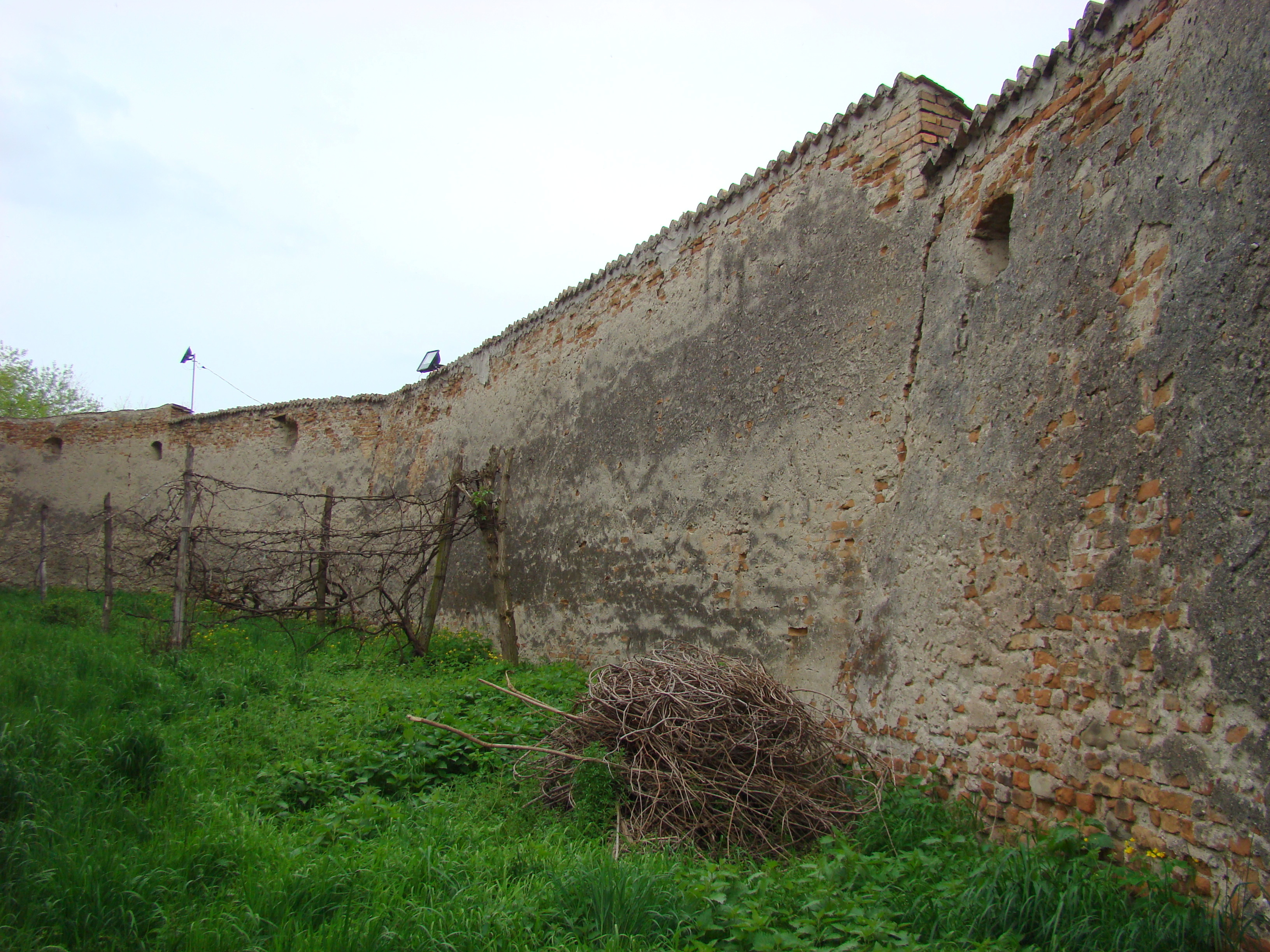
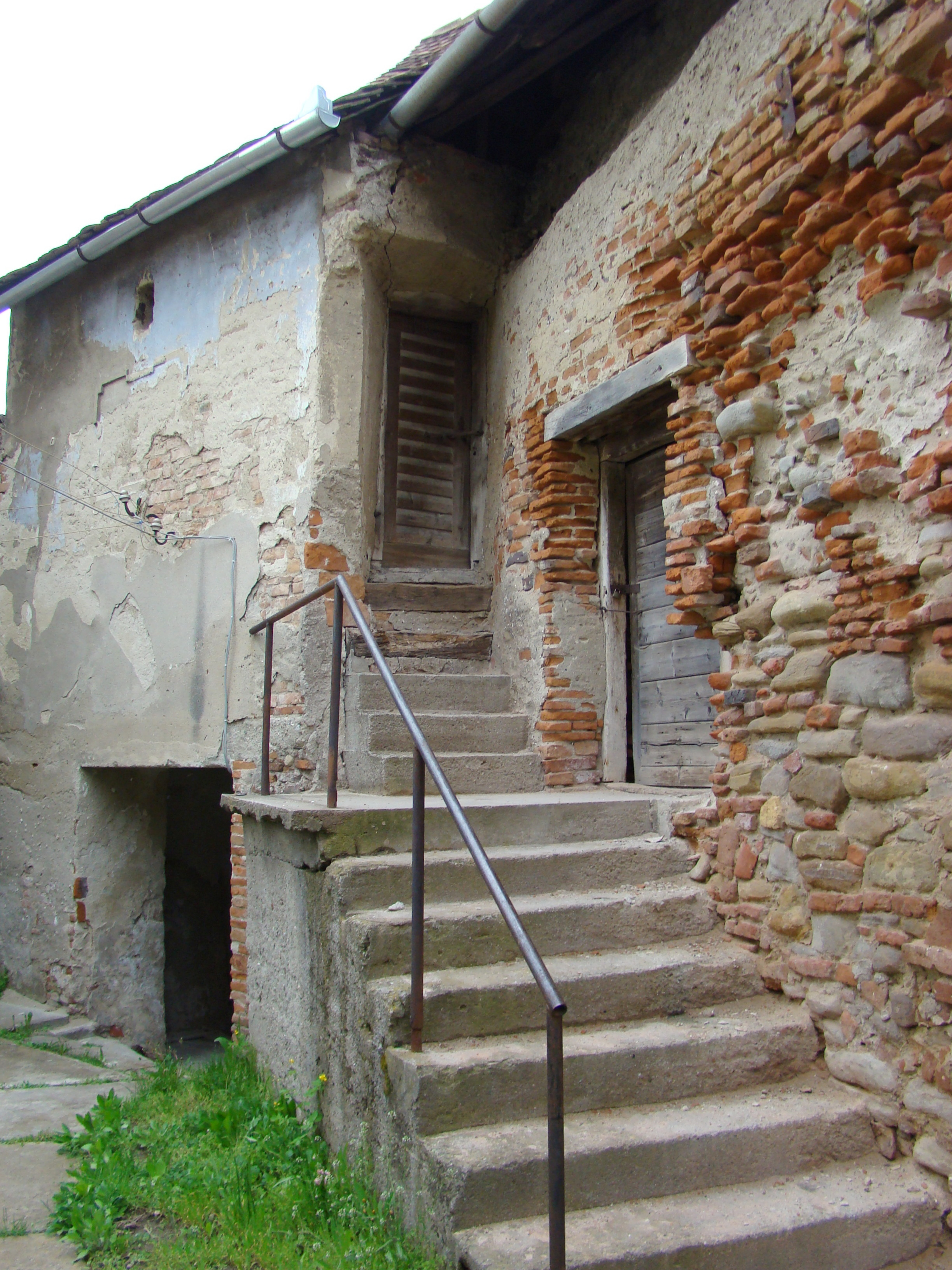
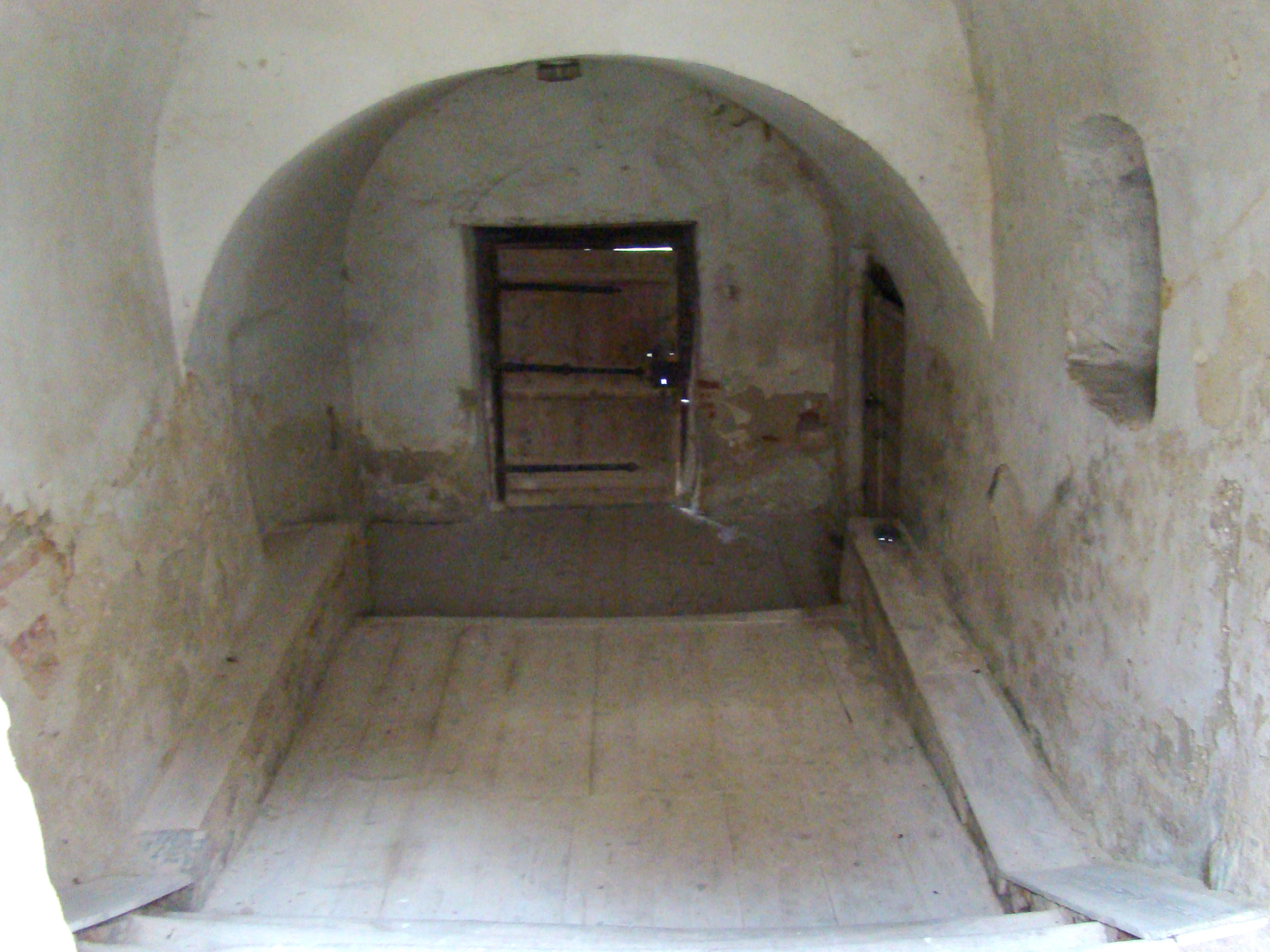
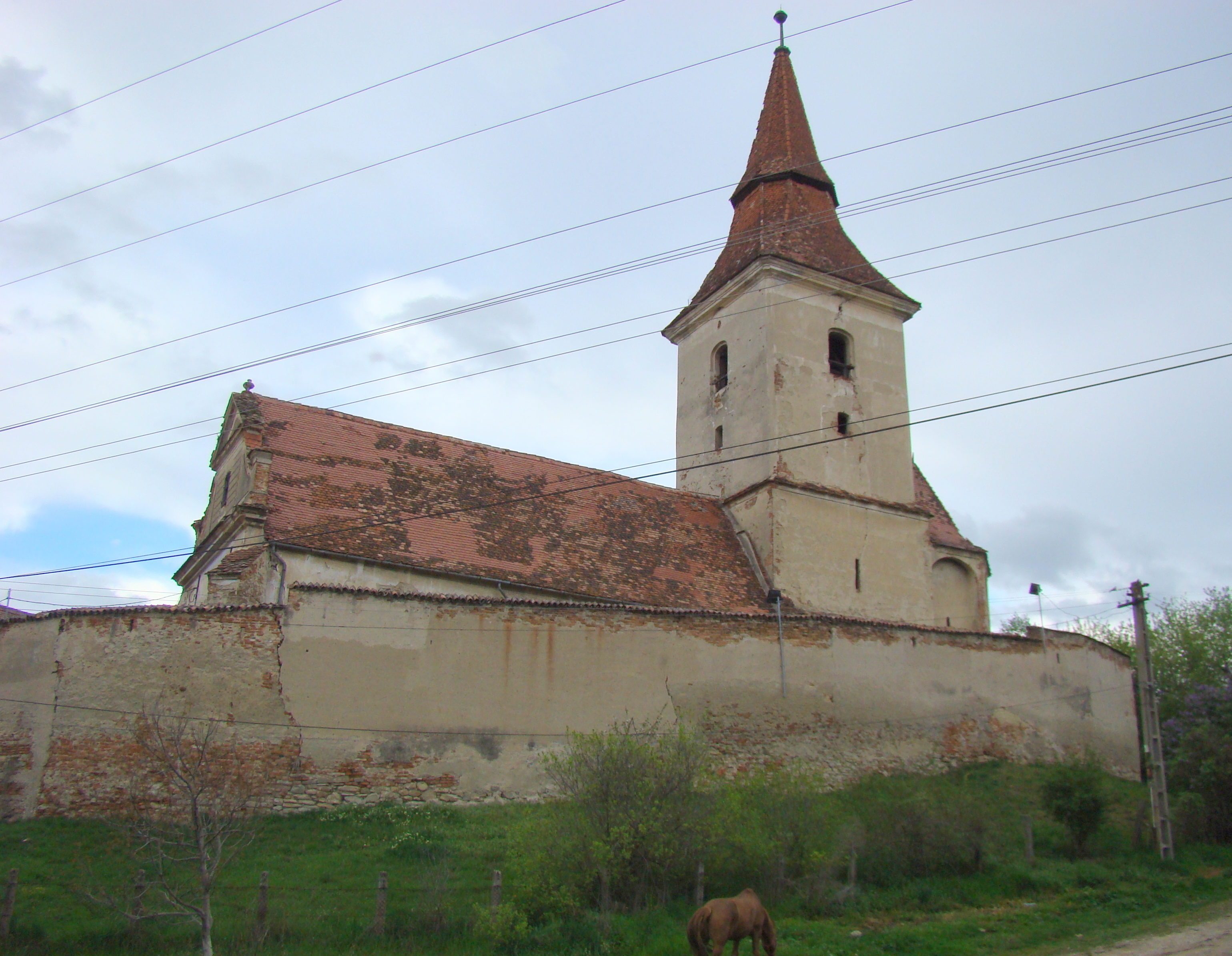
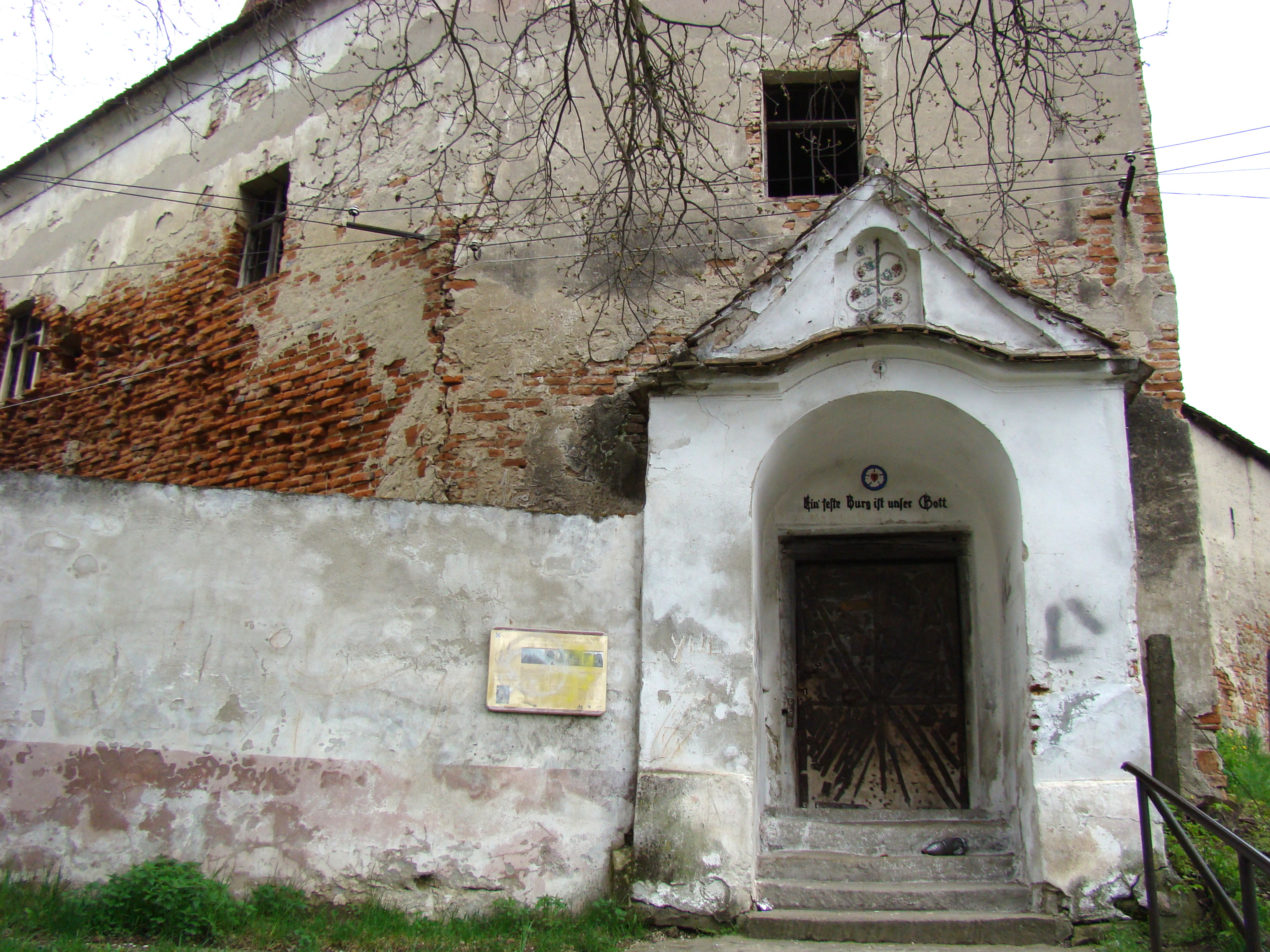
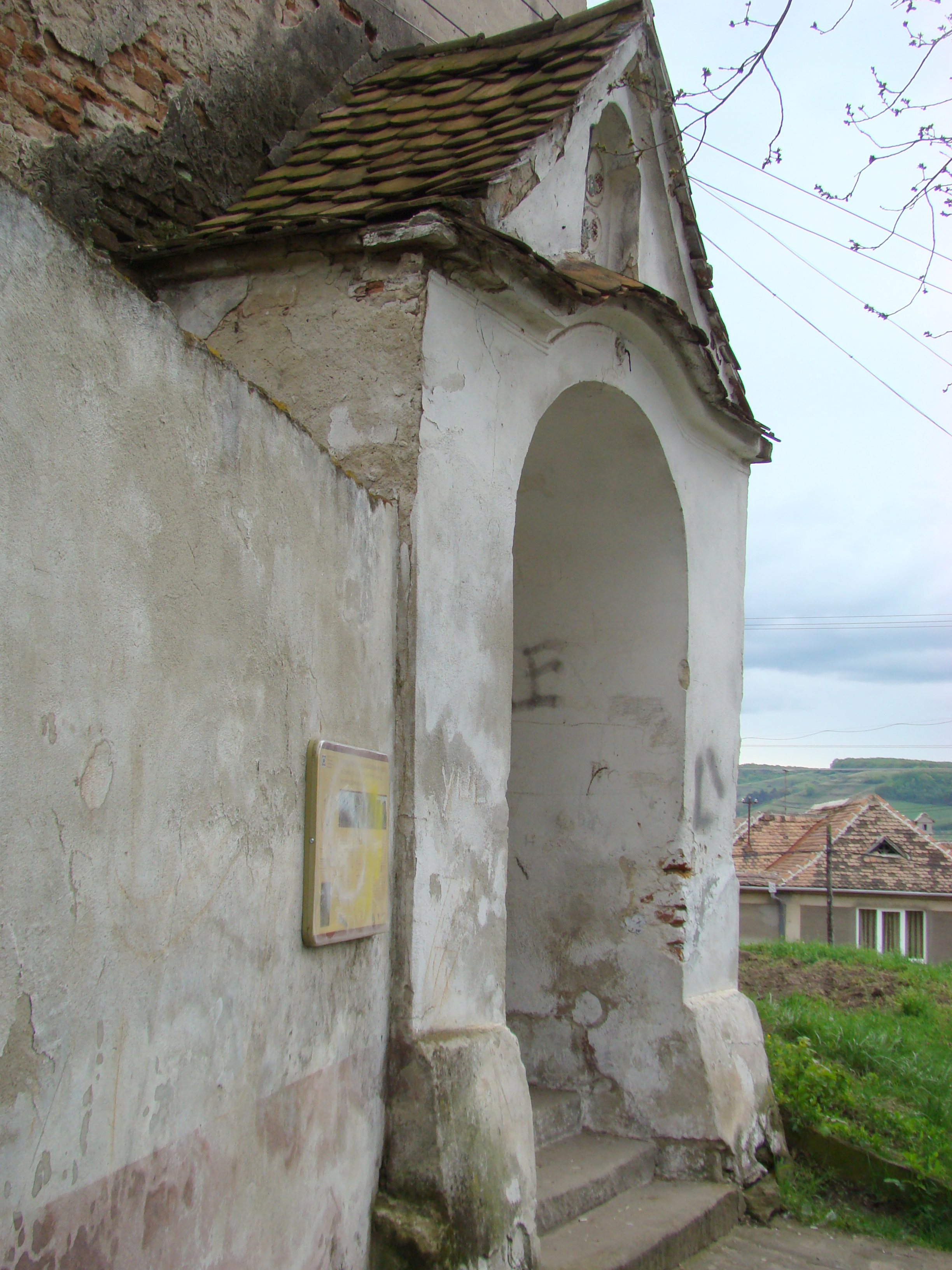

## Imagini din interior

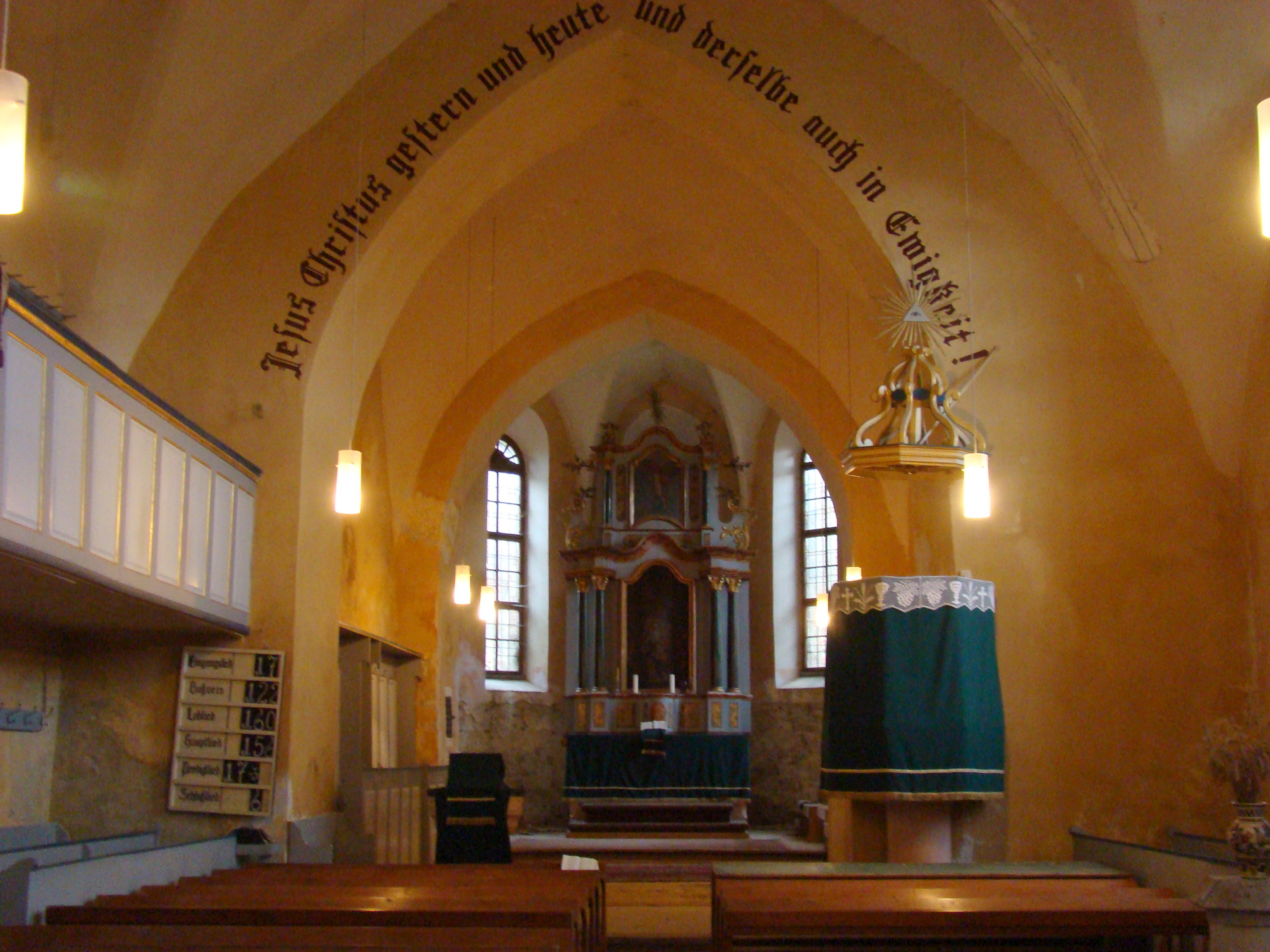
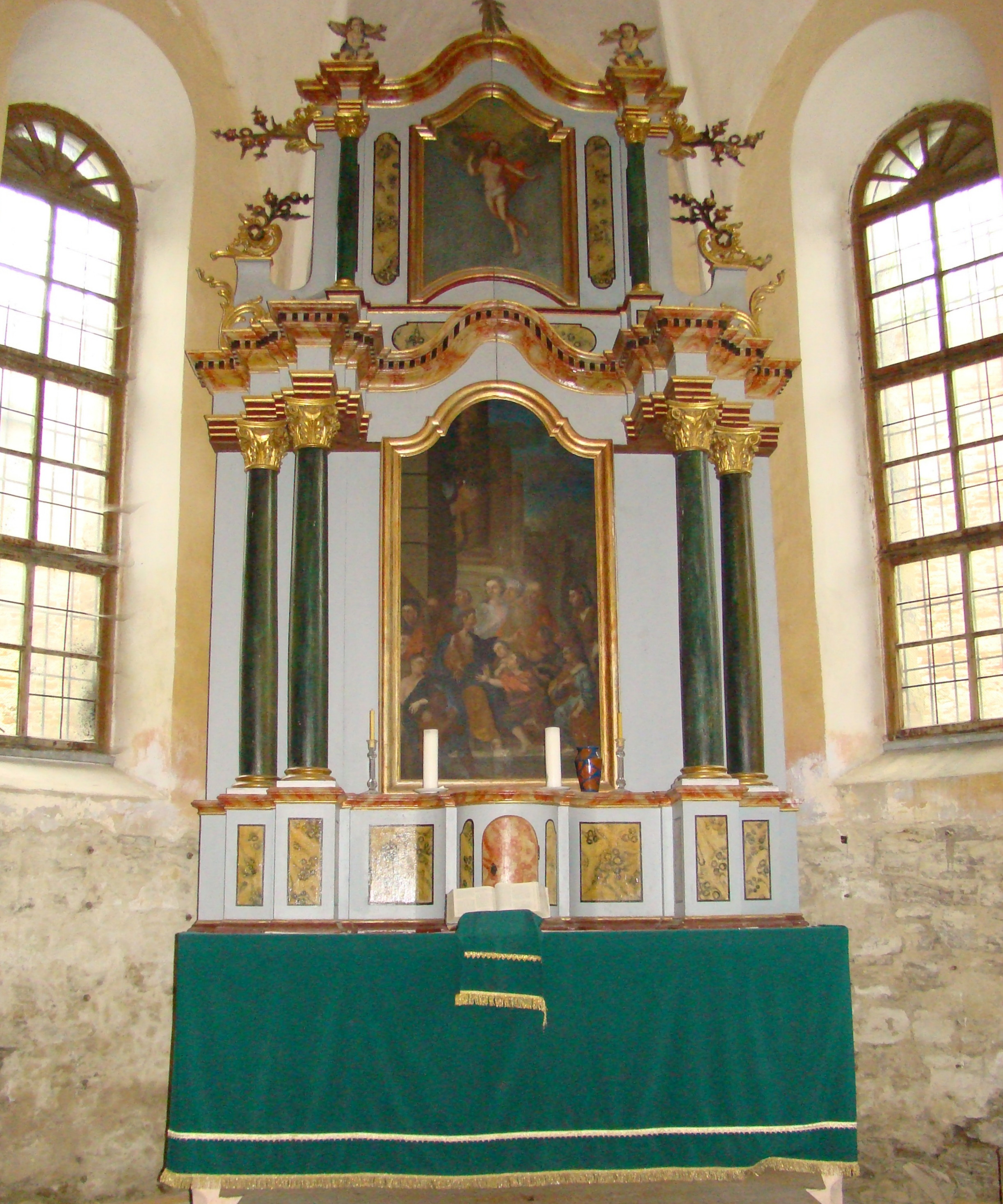
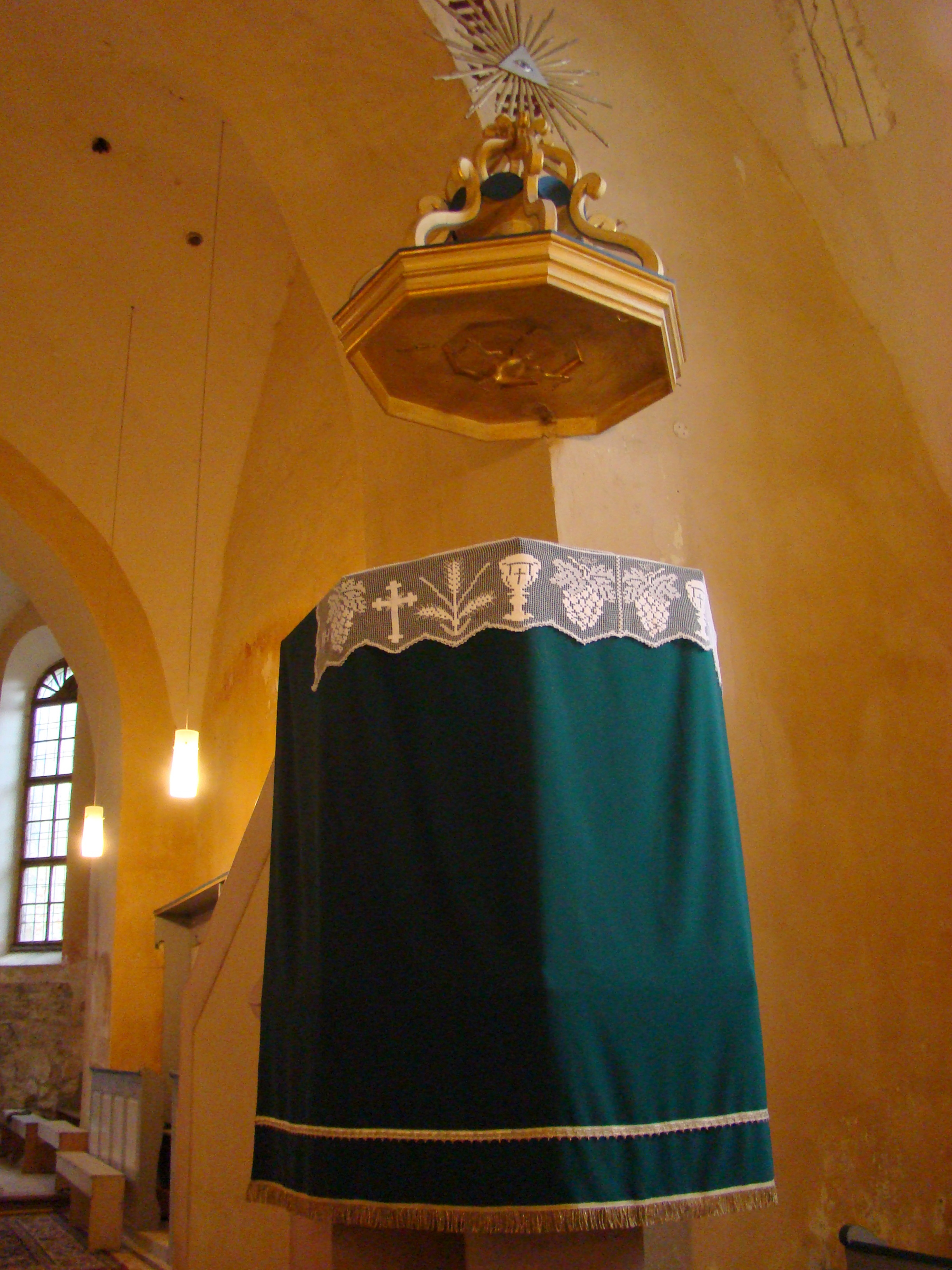
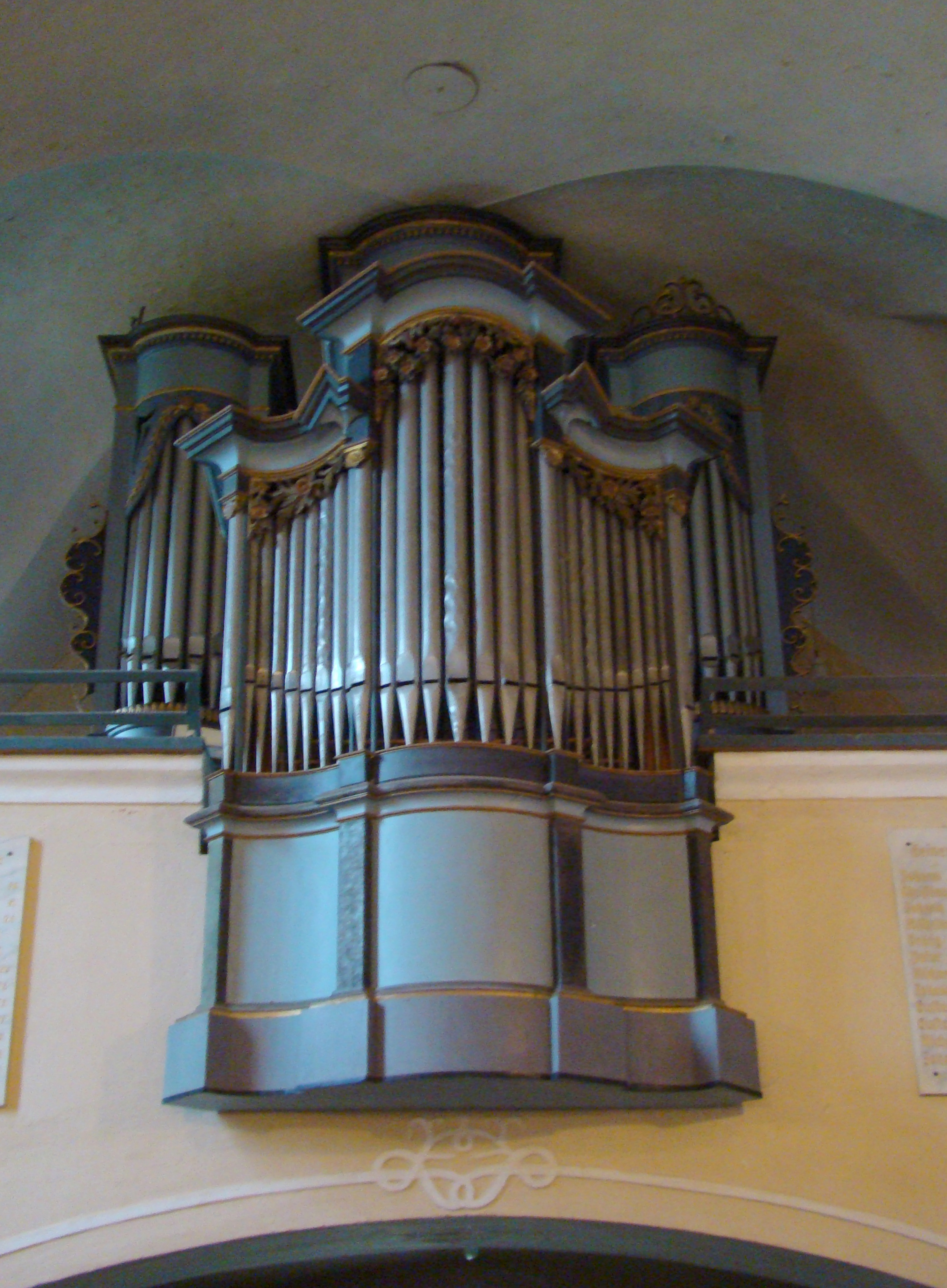
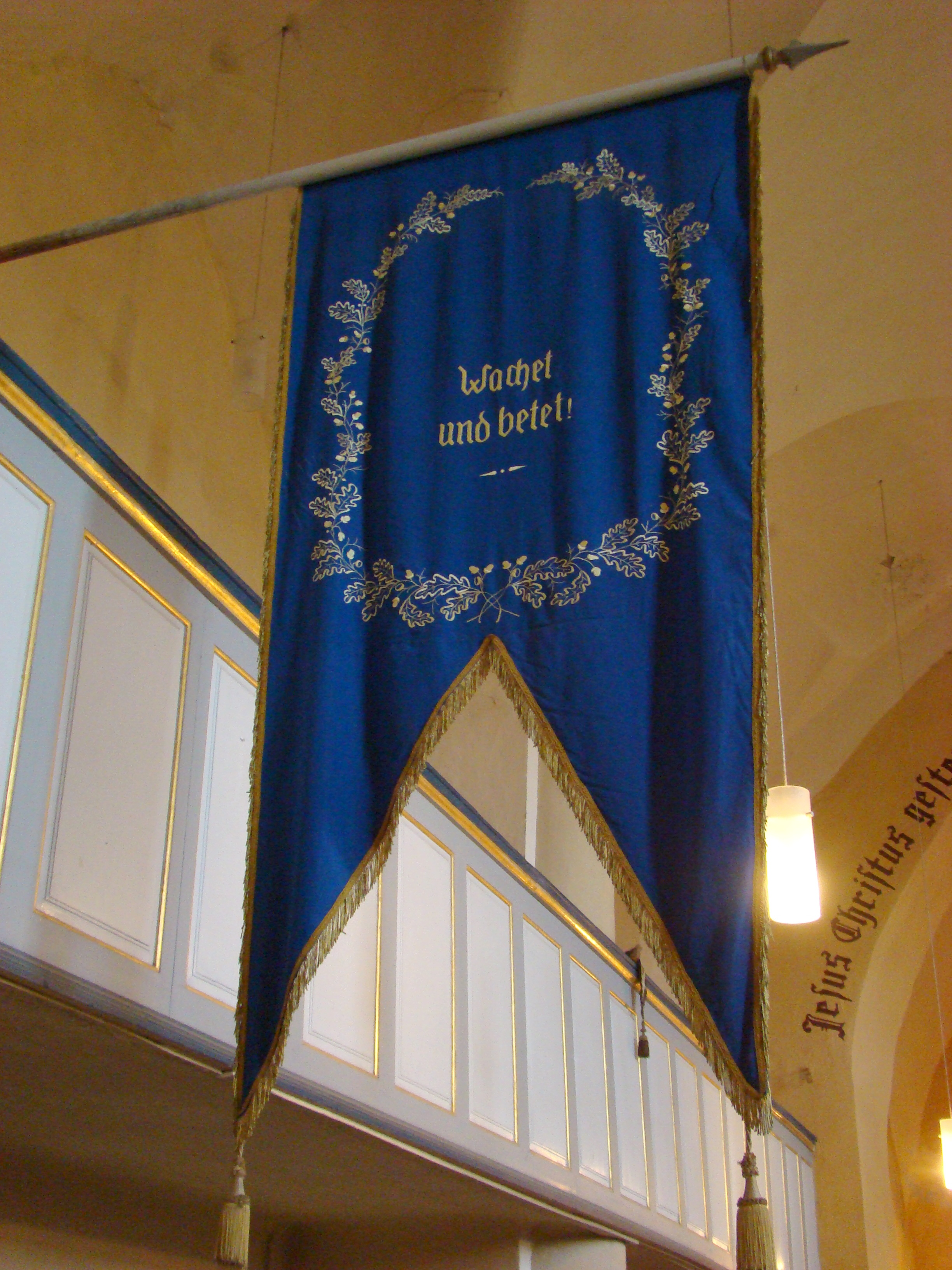
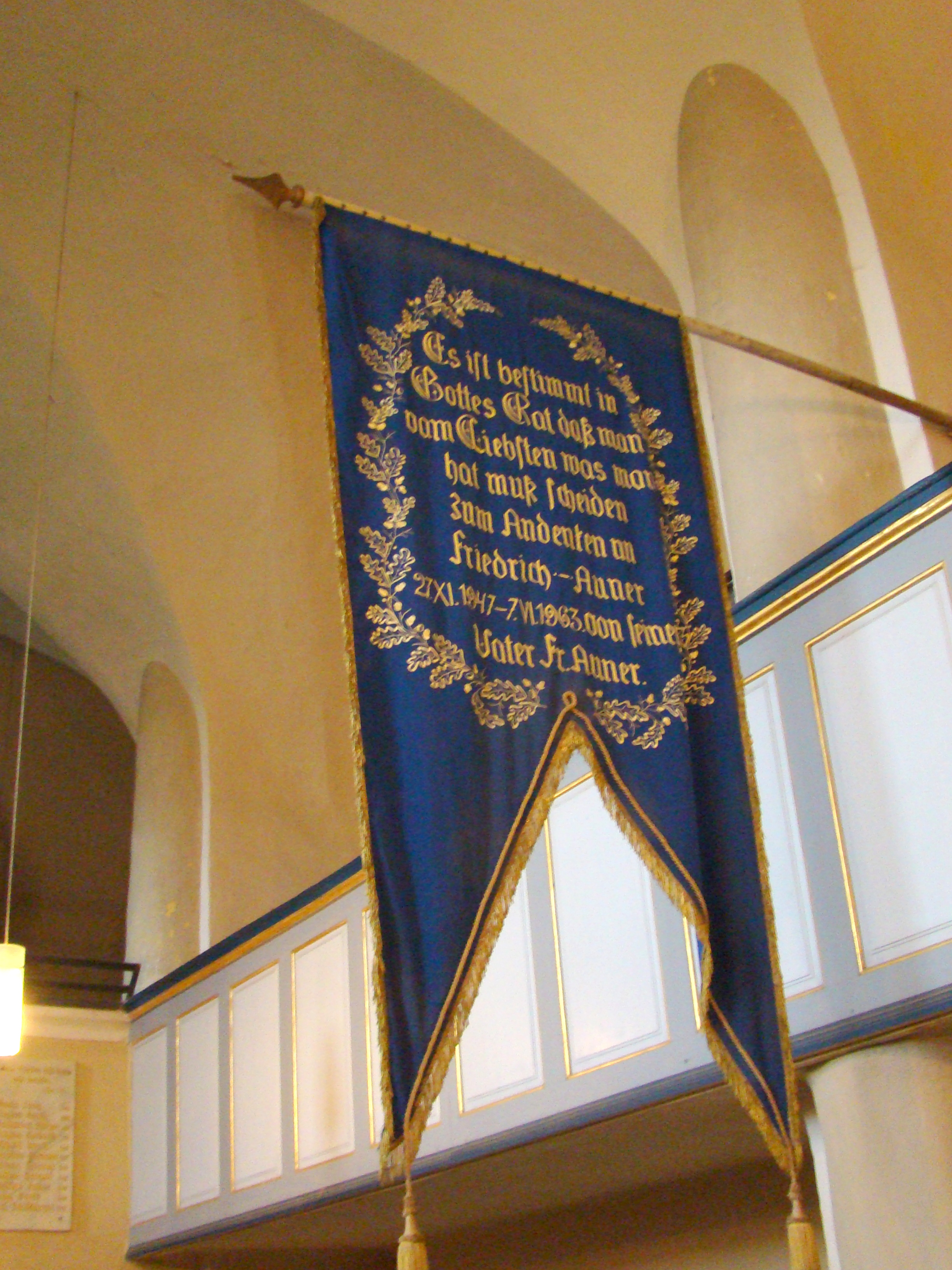
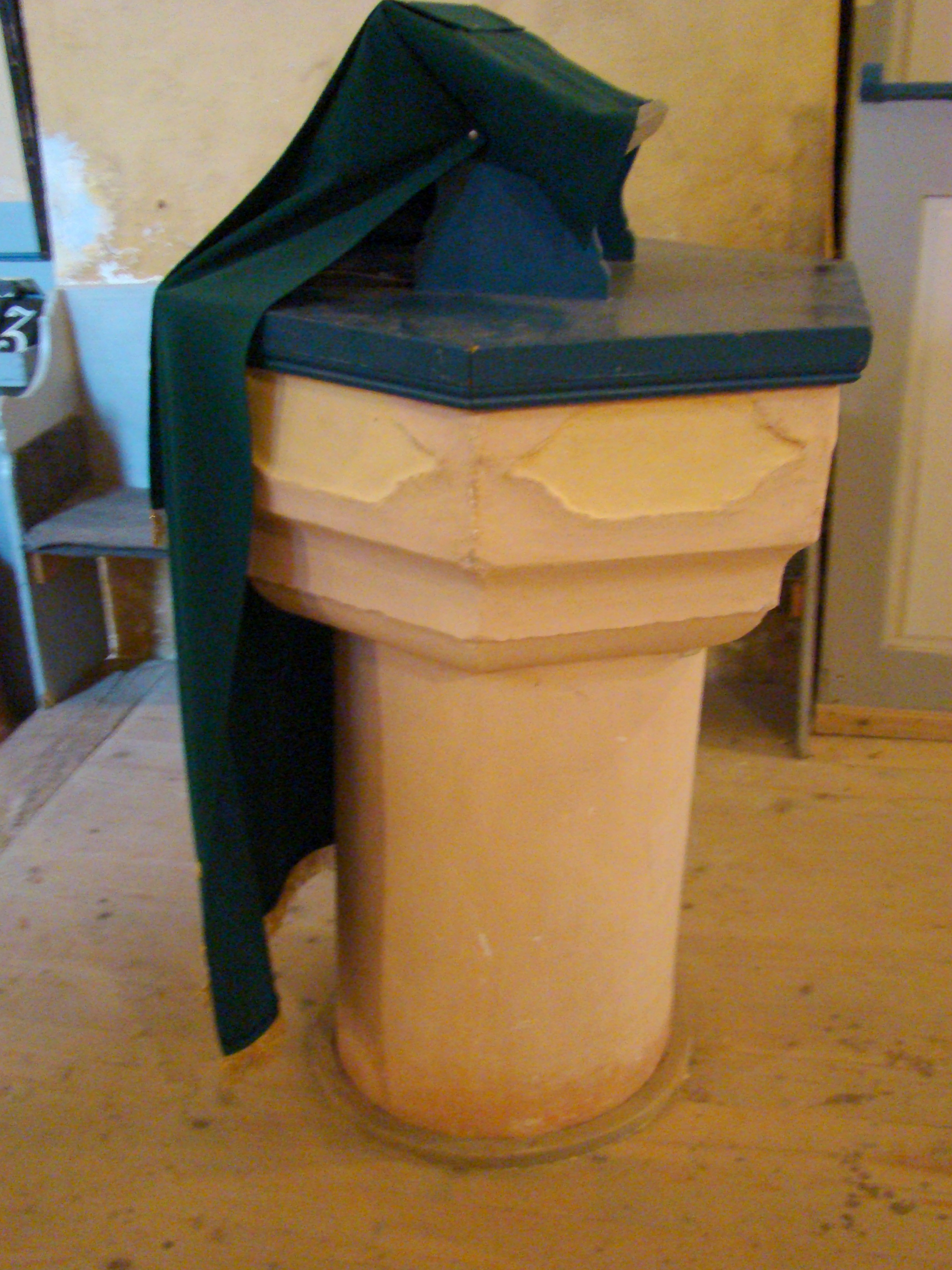
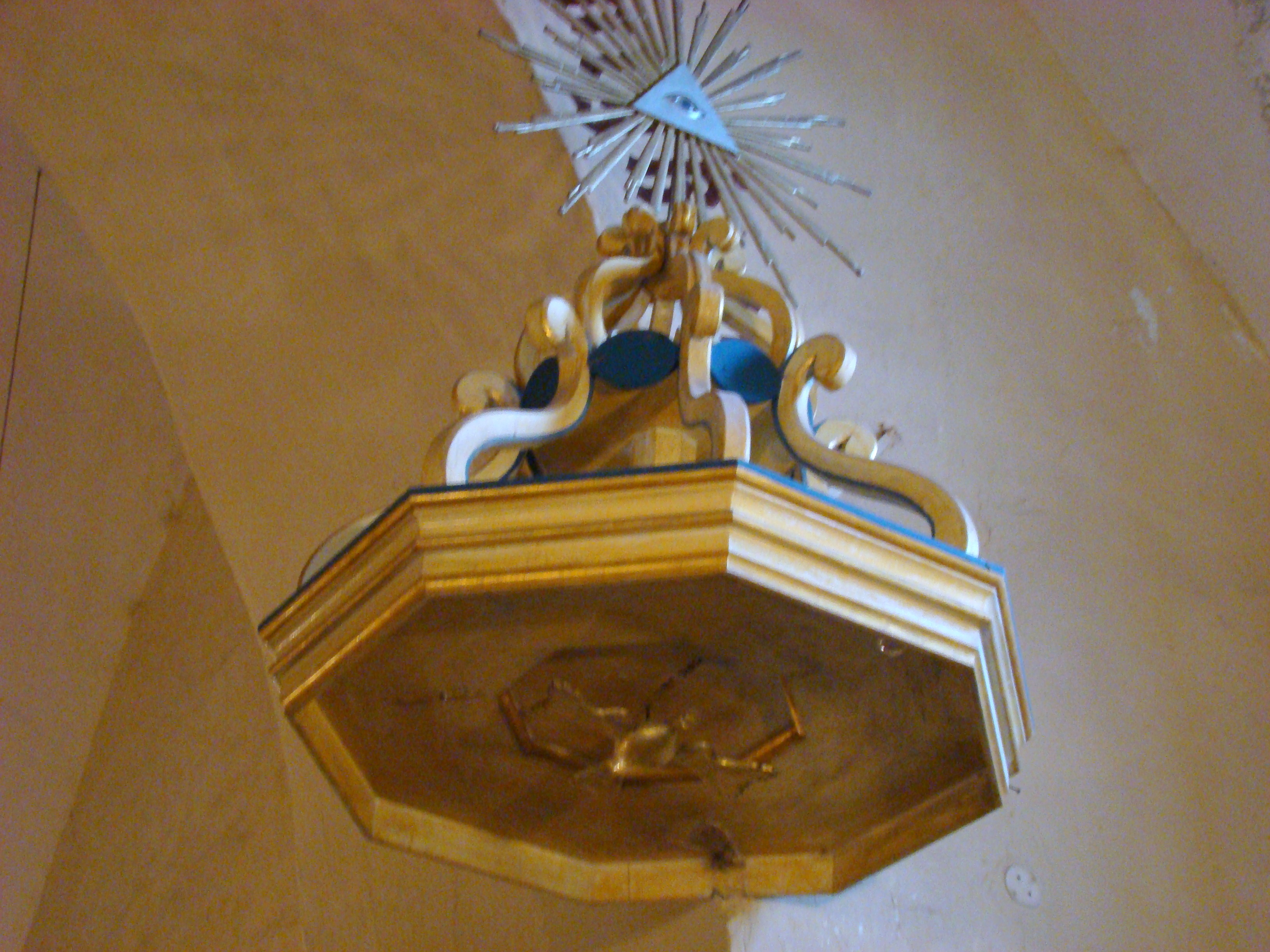
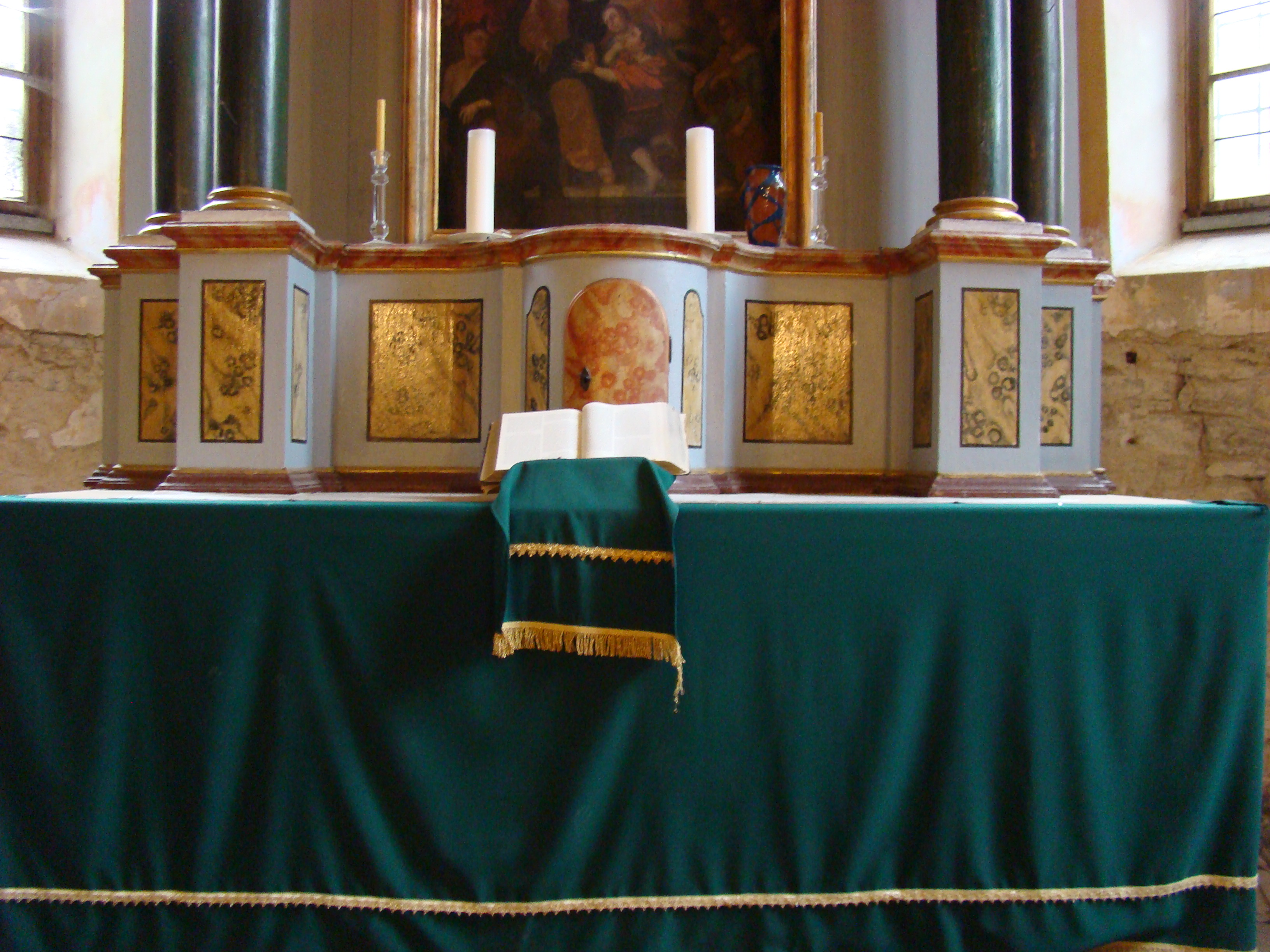
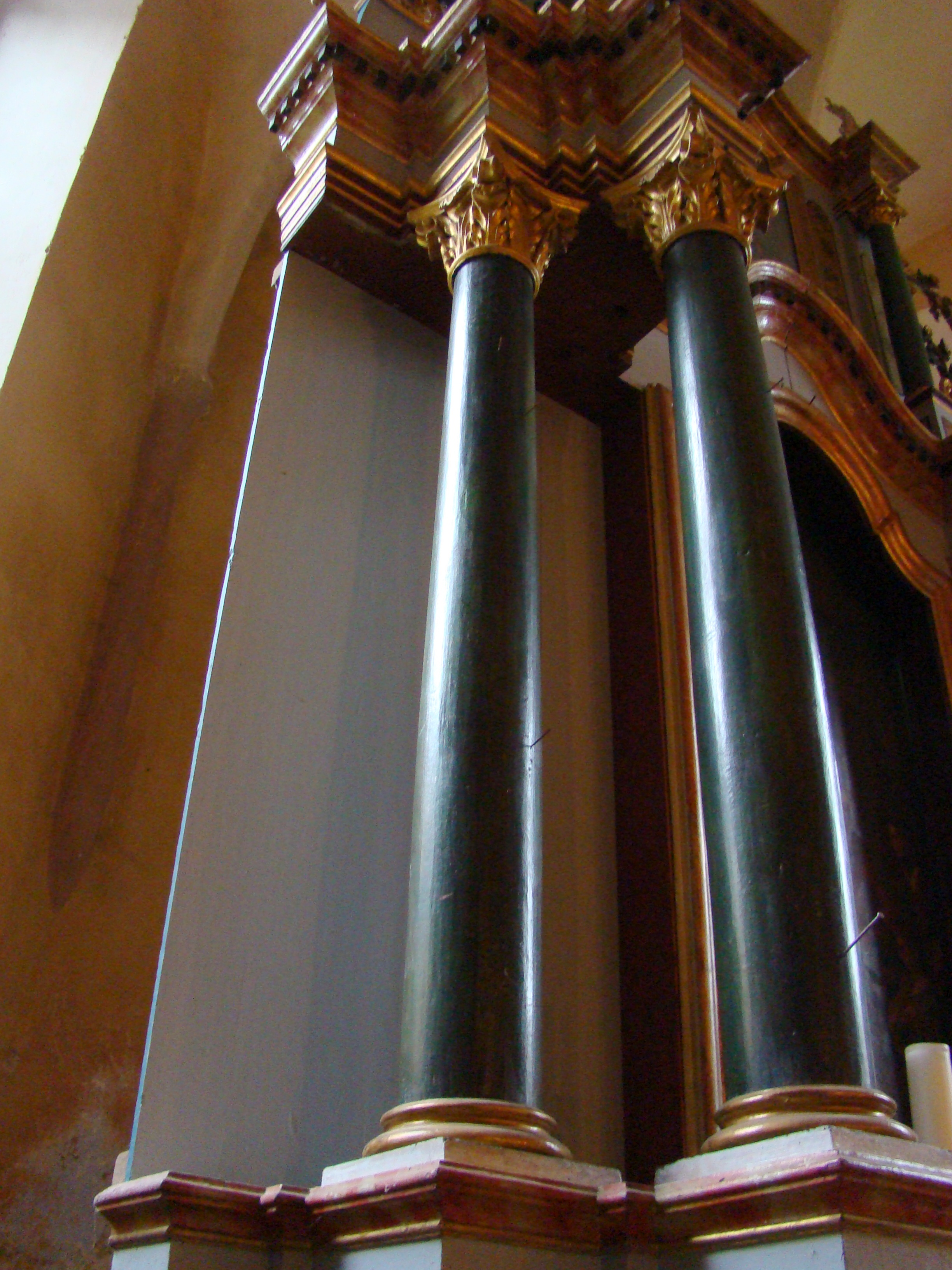
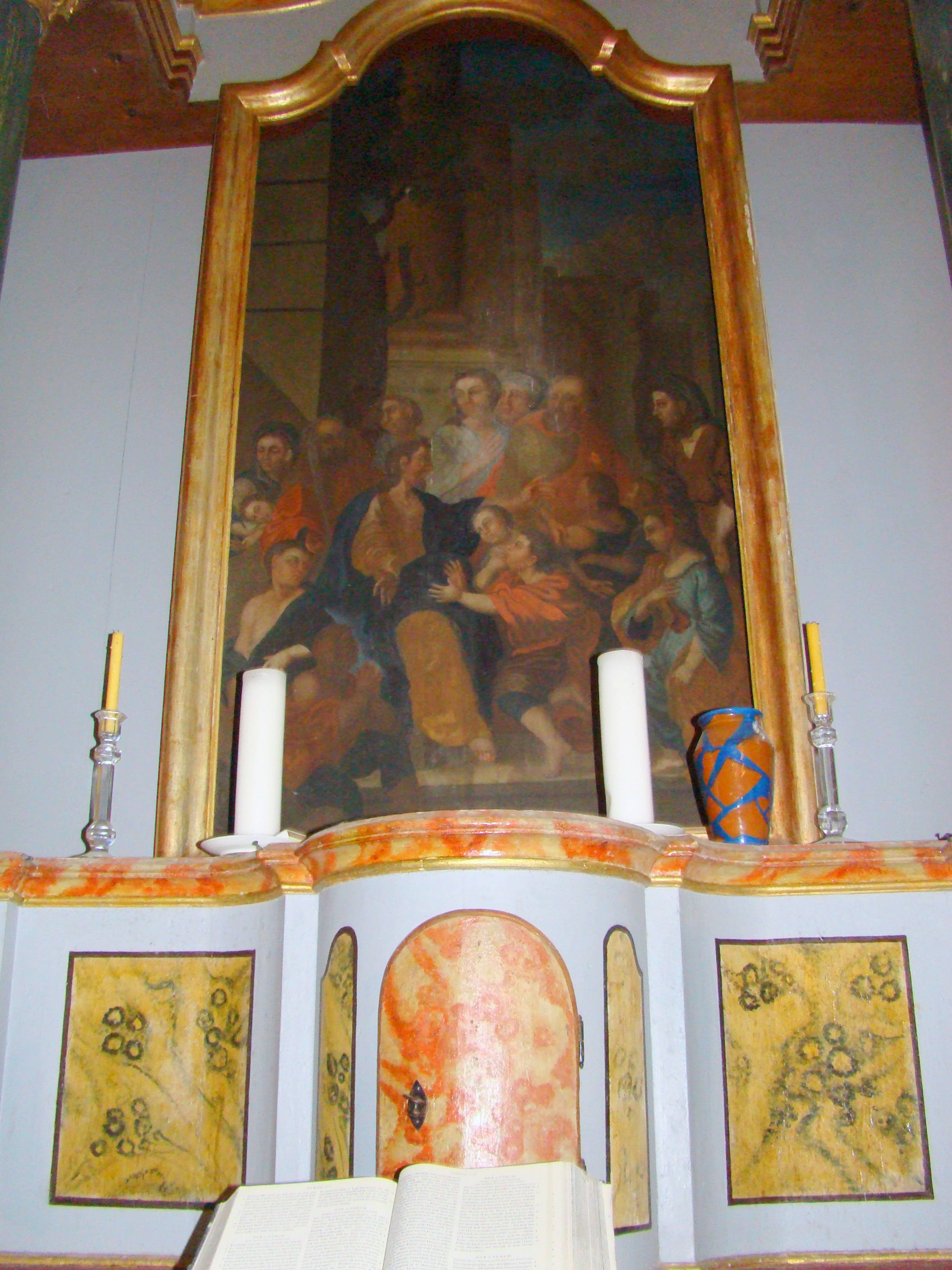
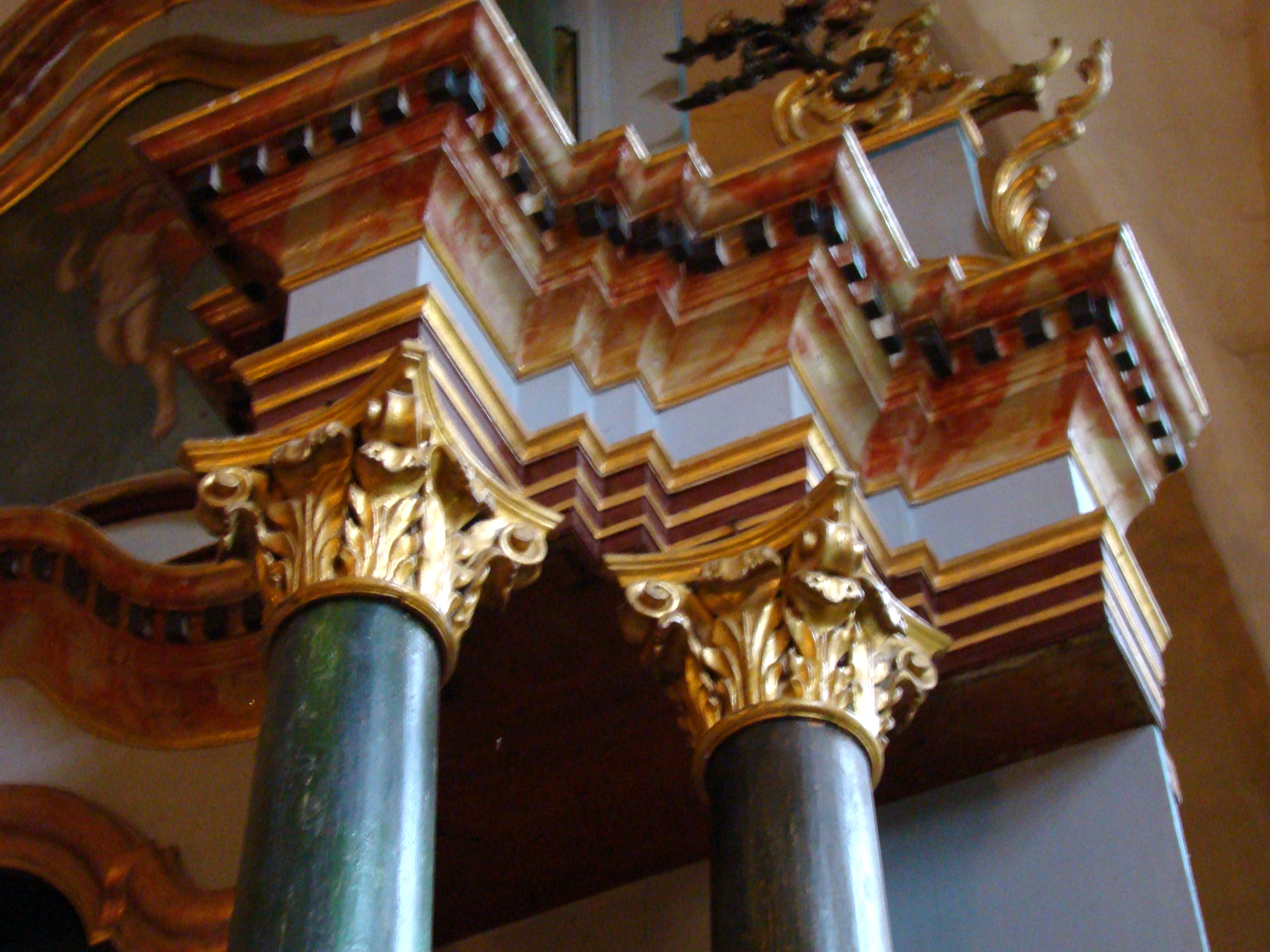
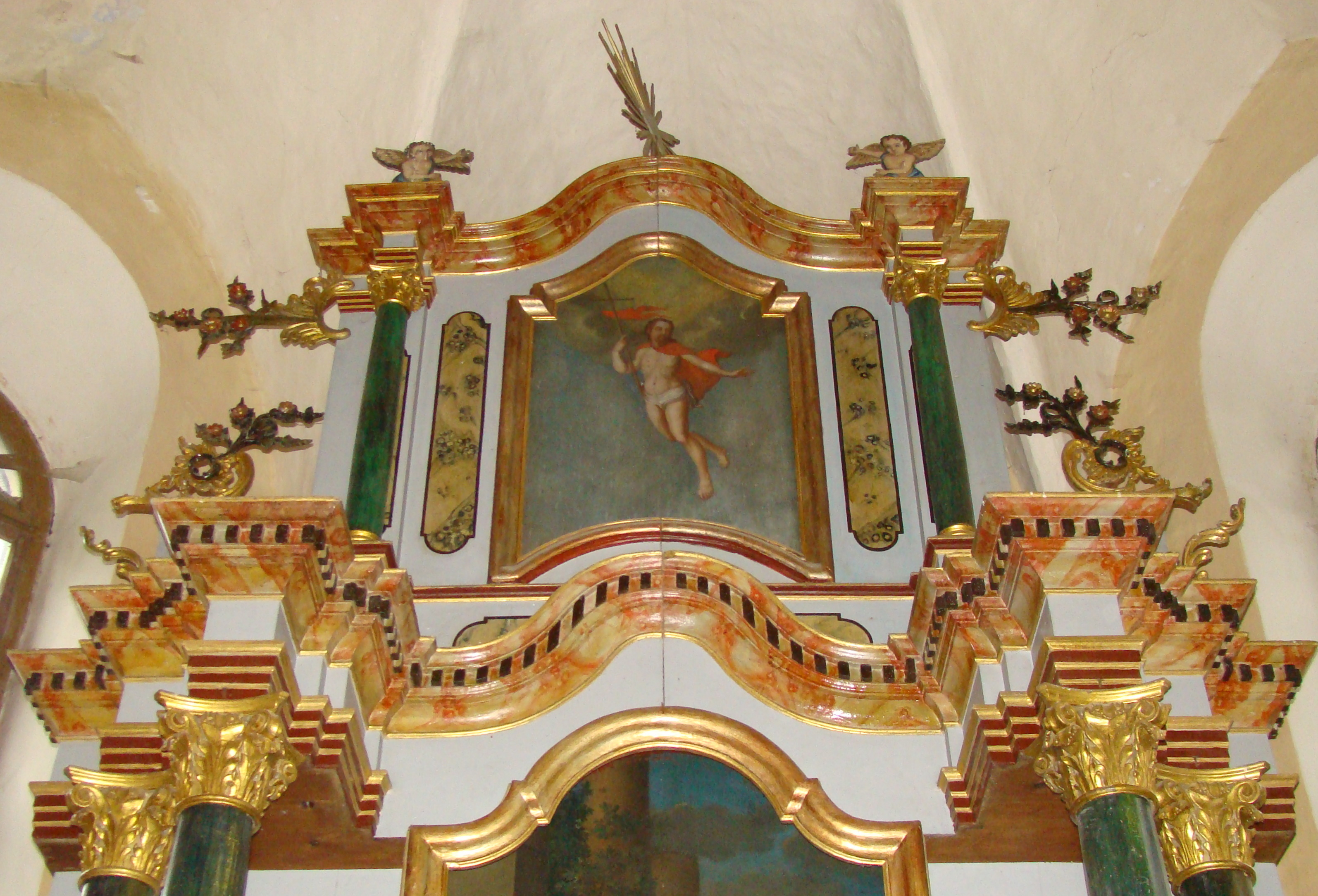
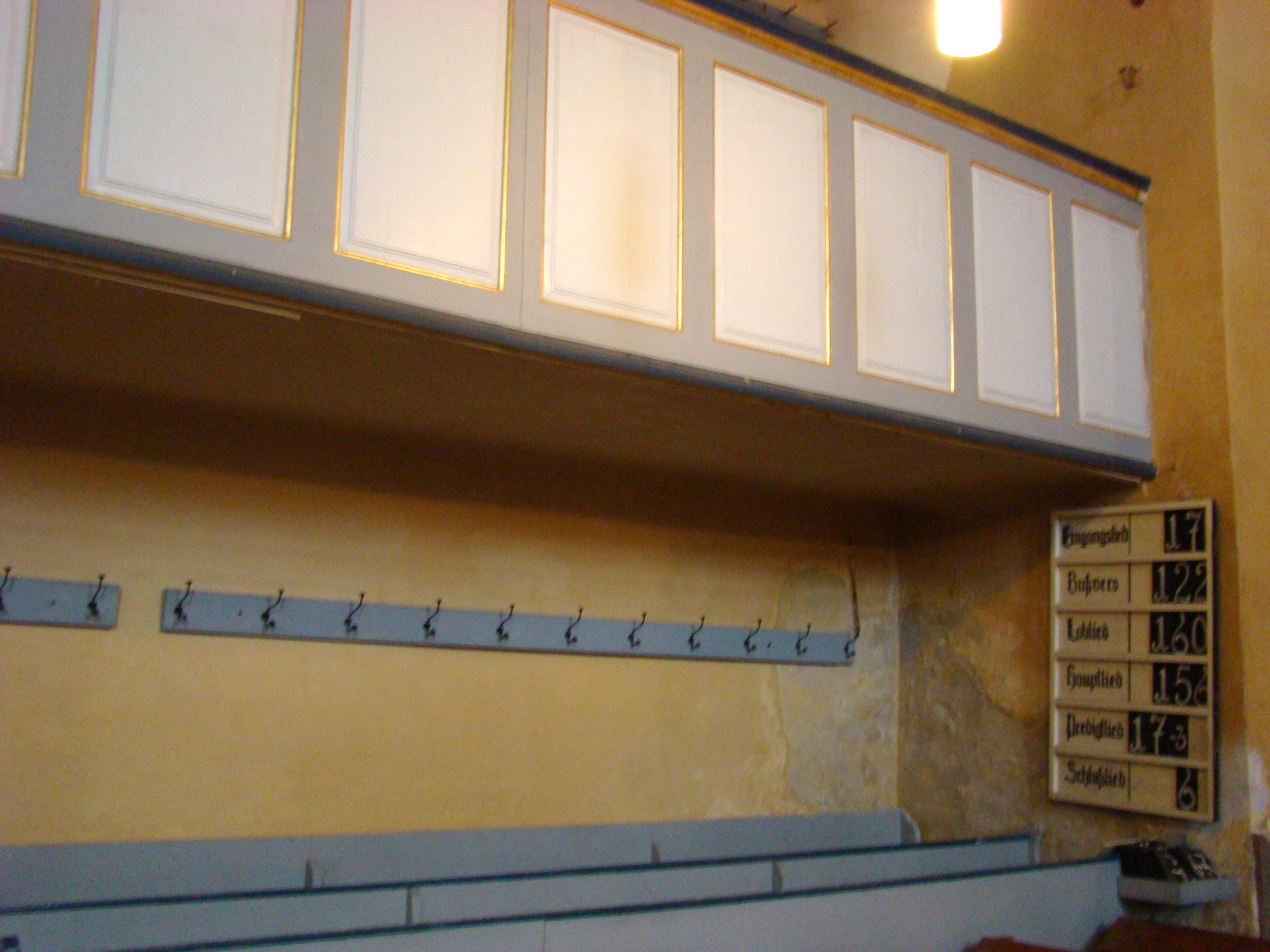
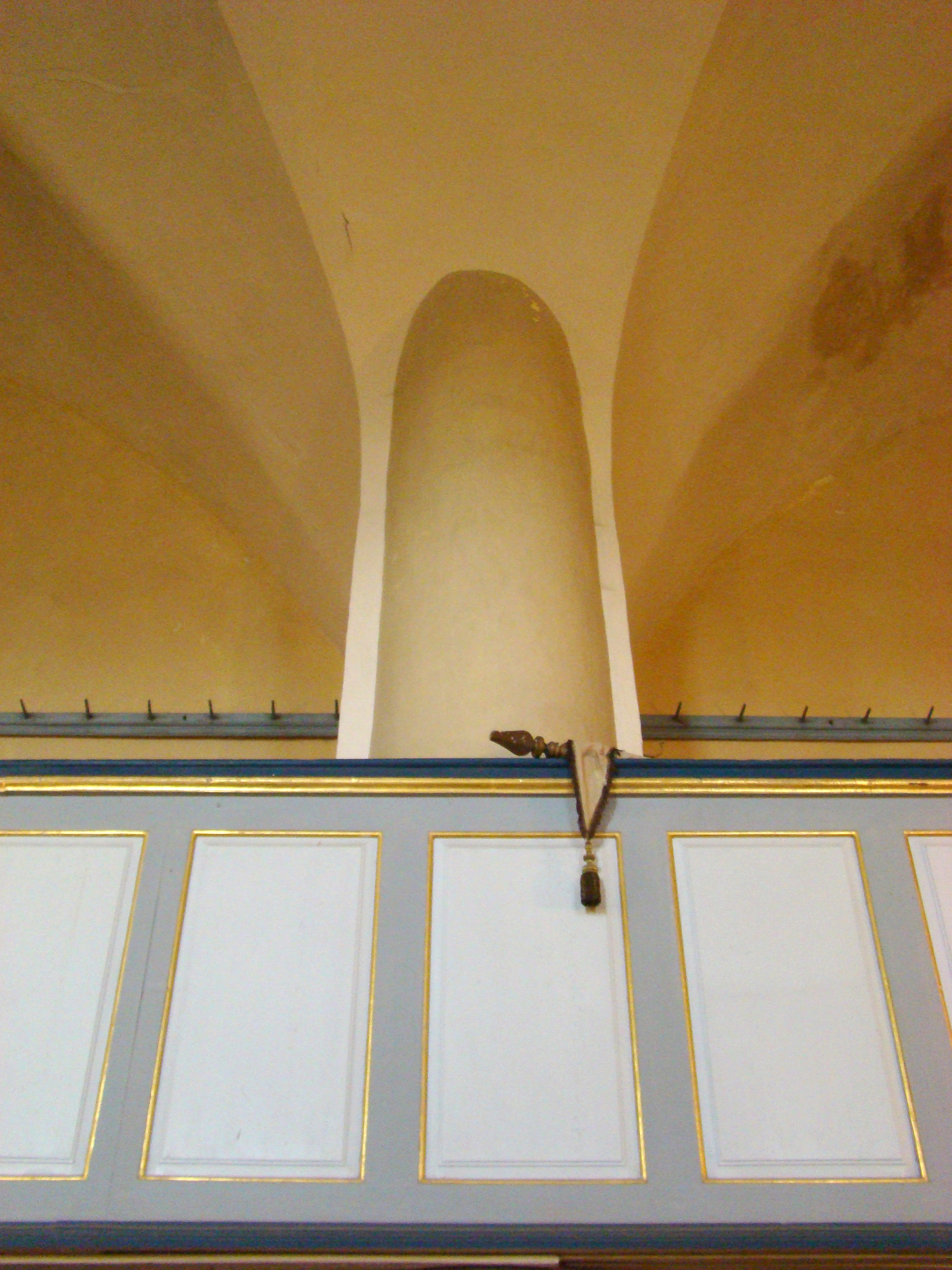
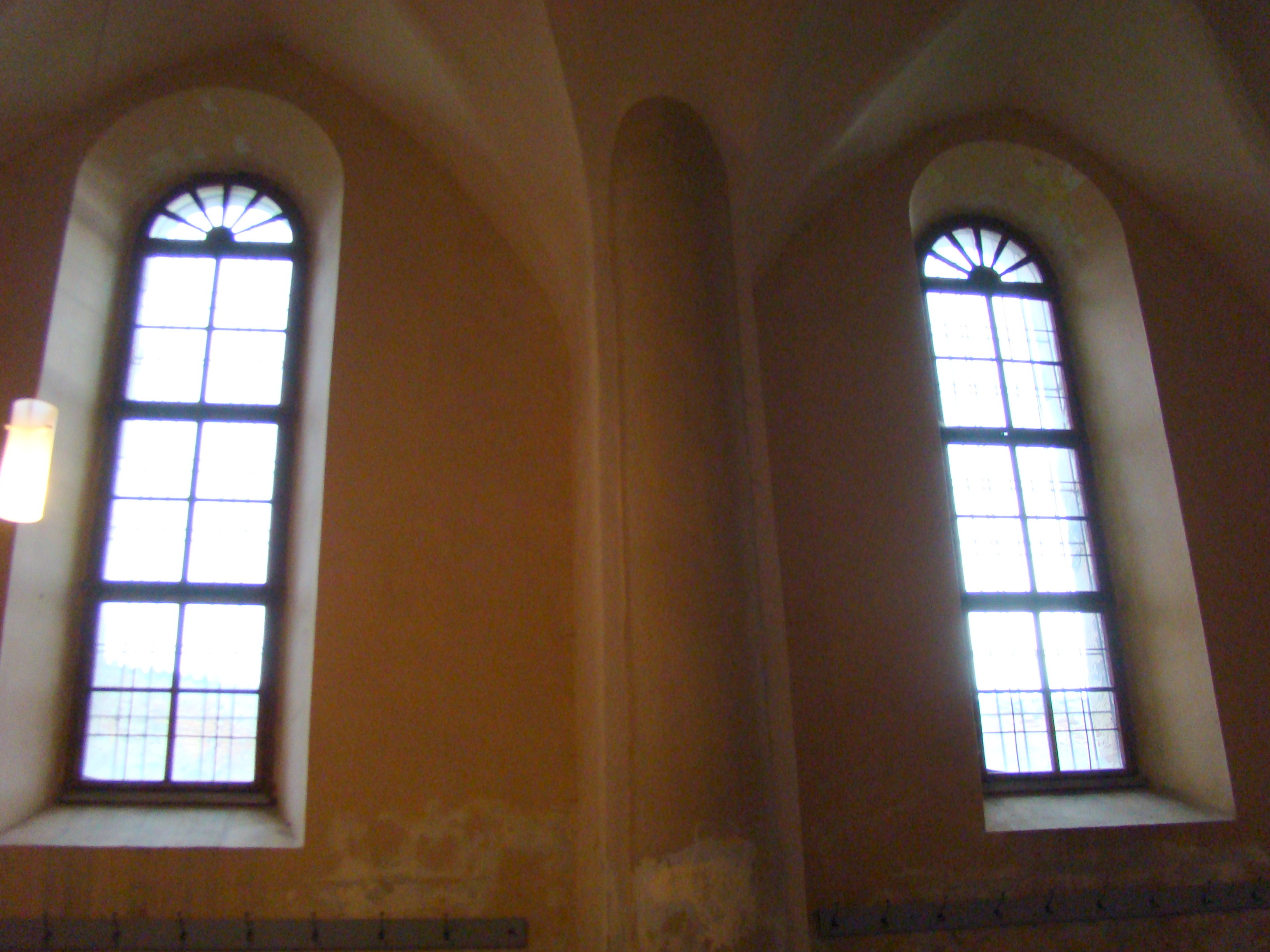
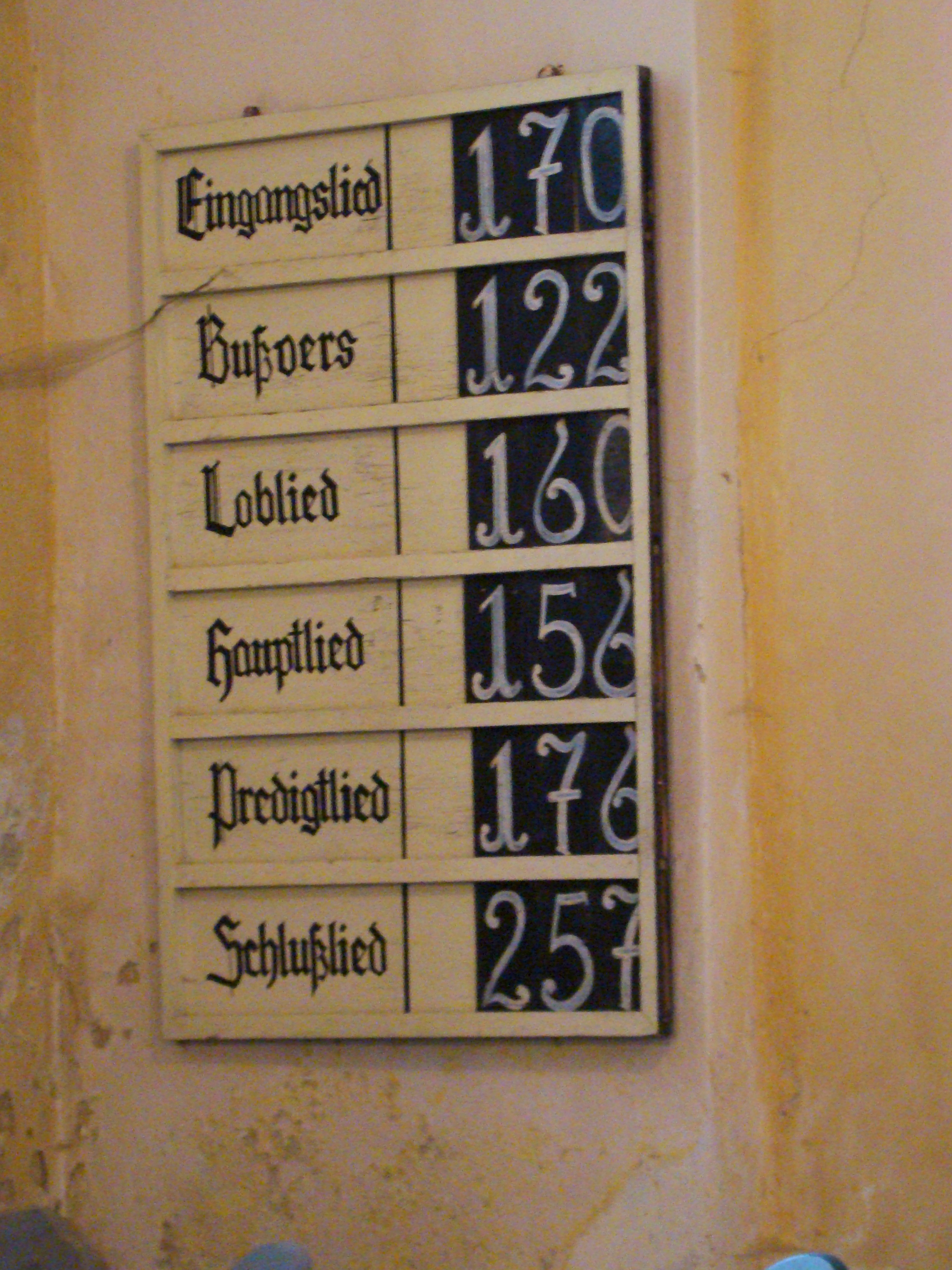
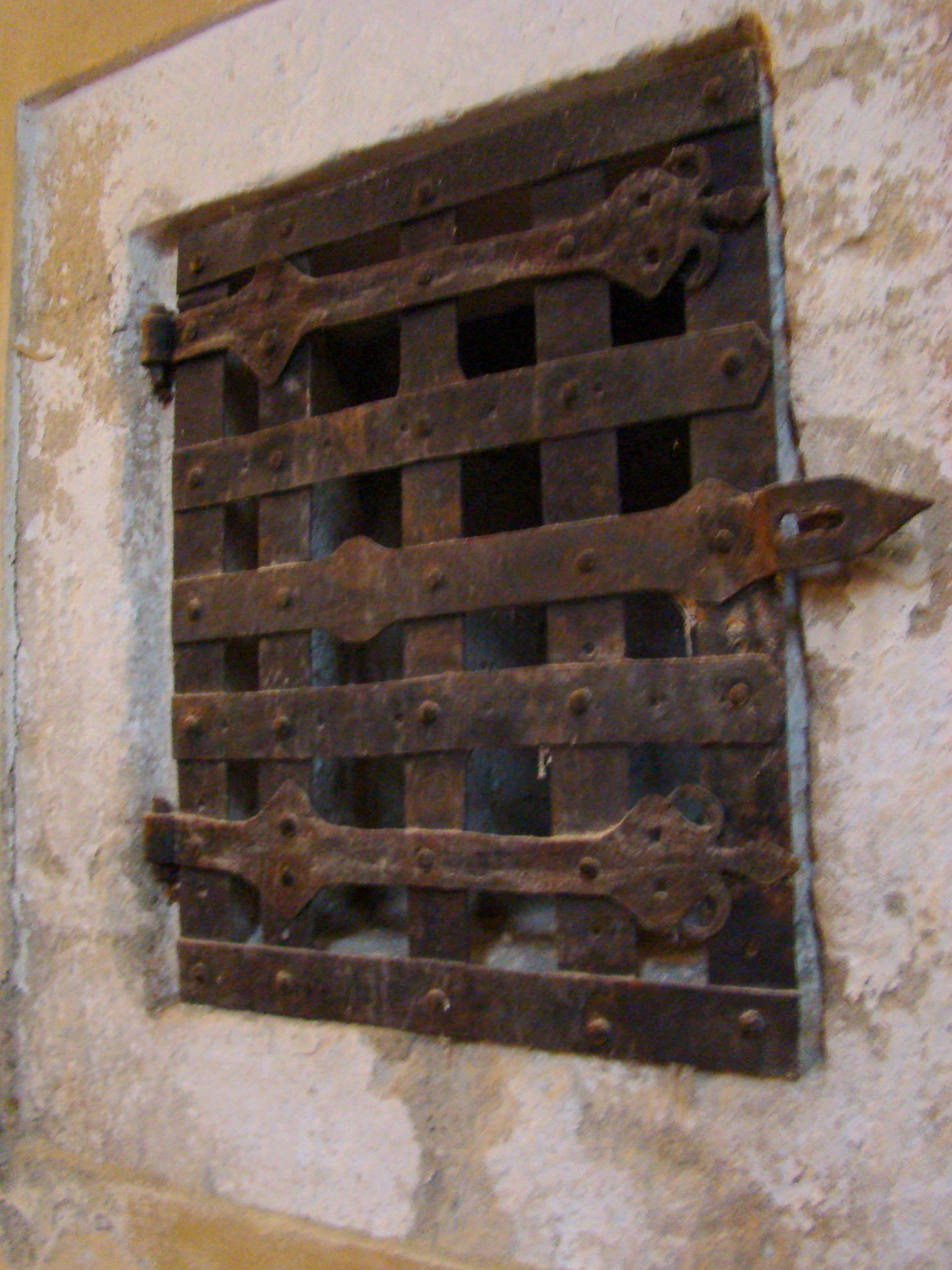
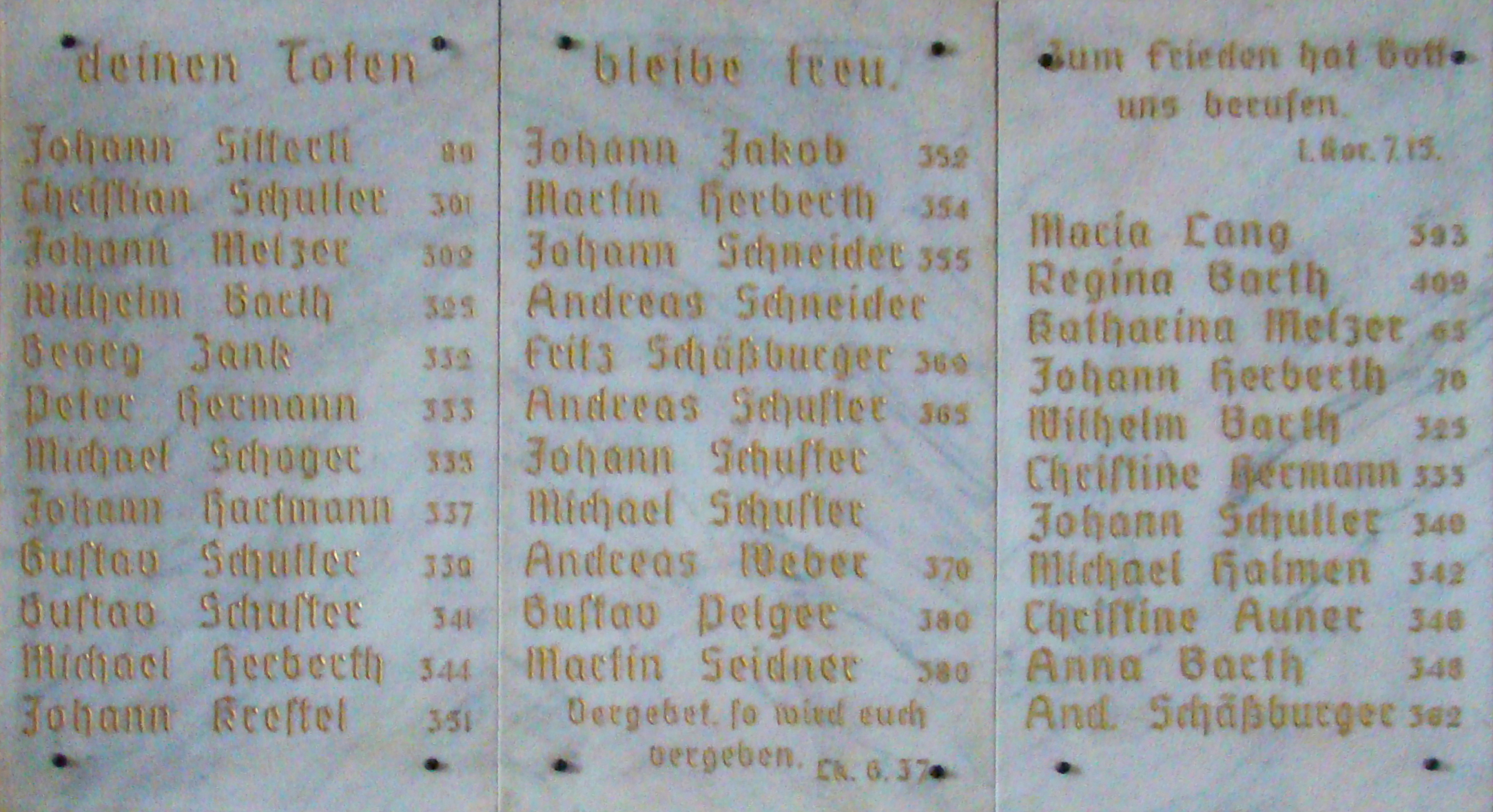
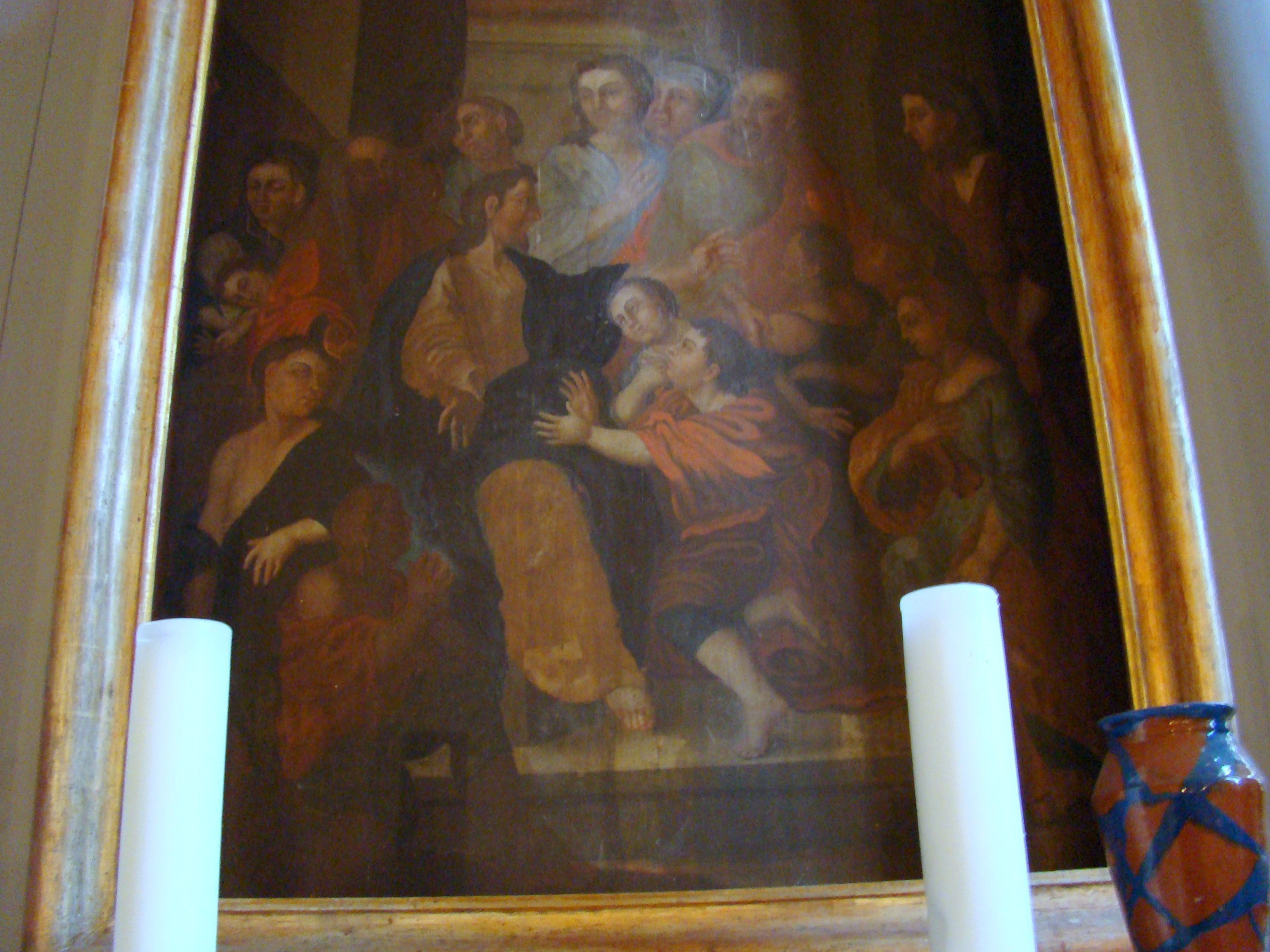
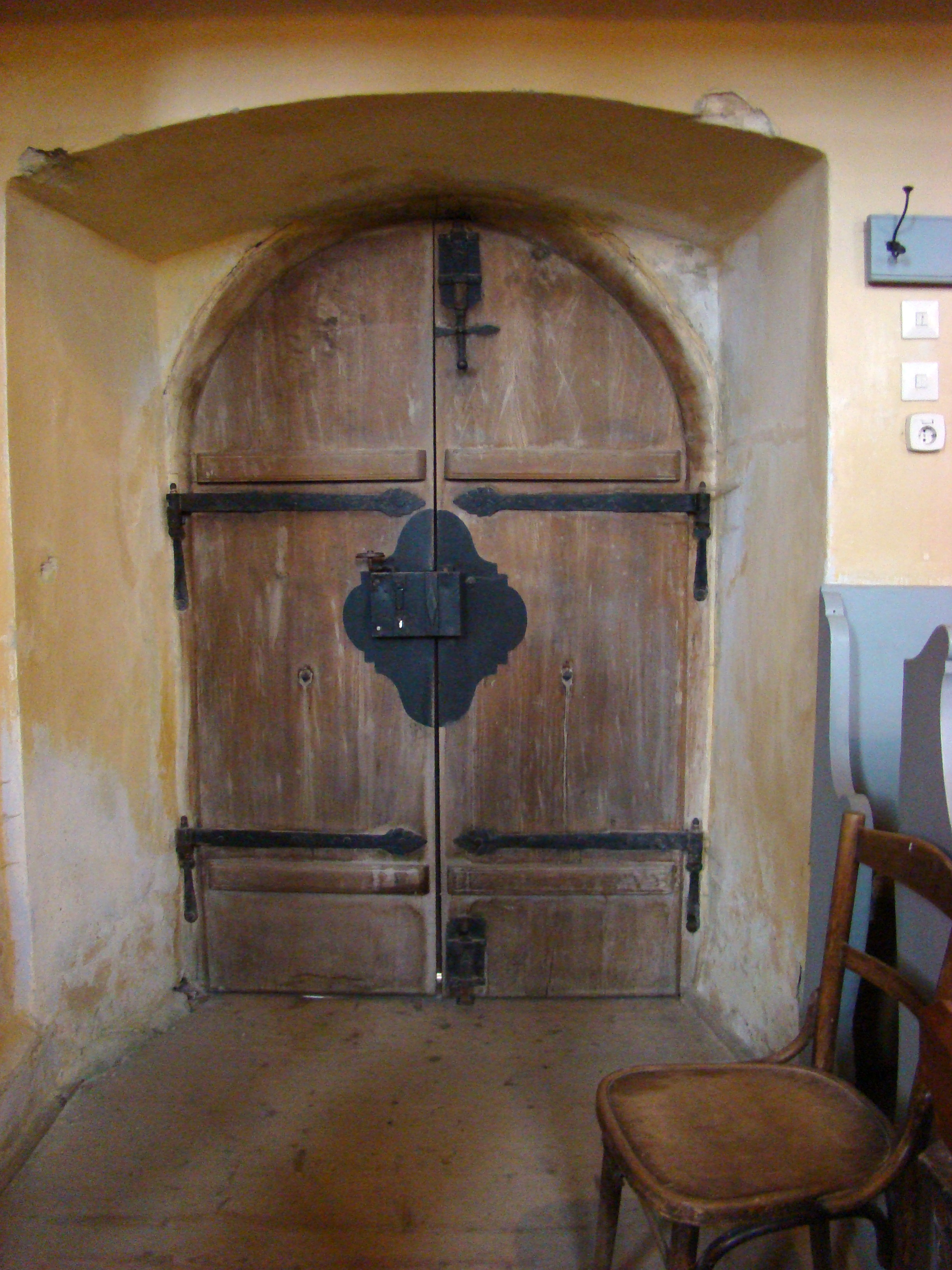
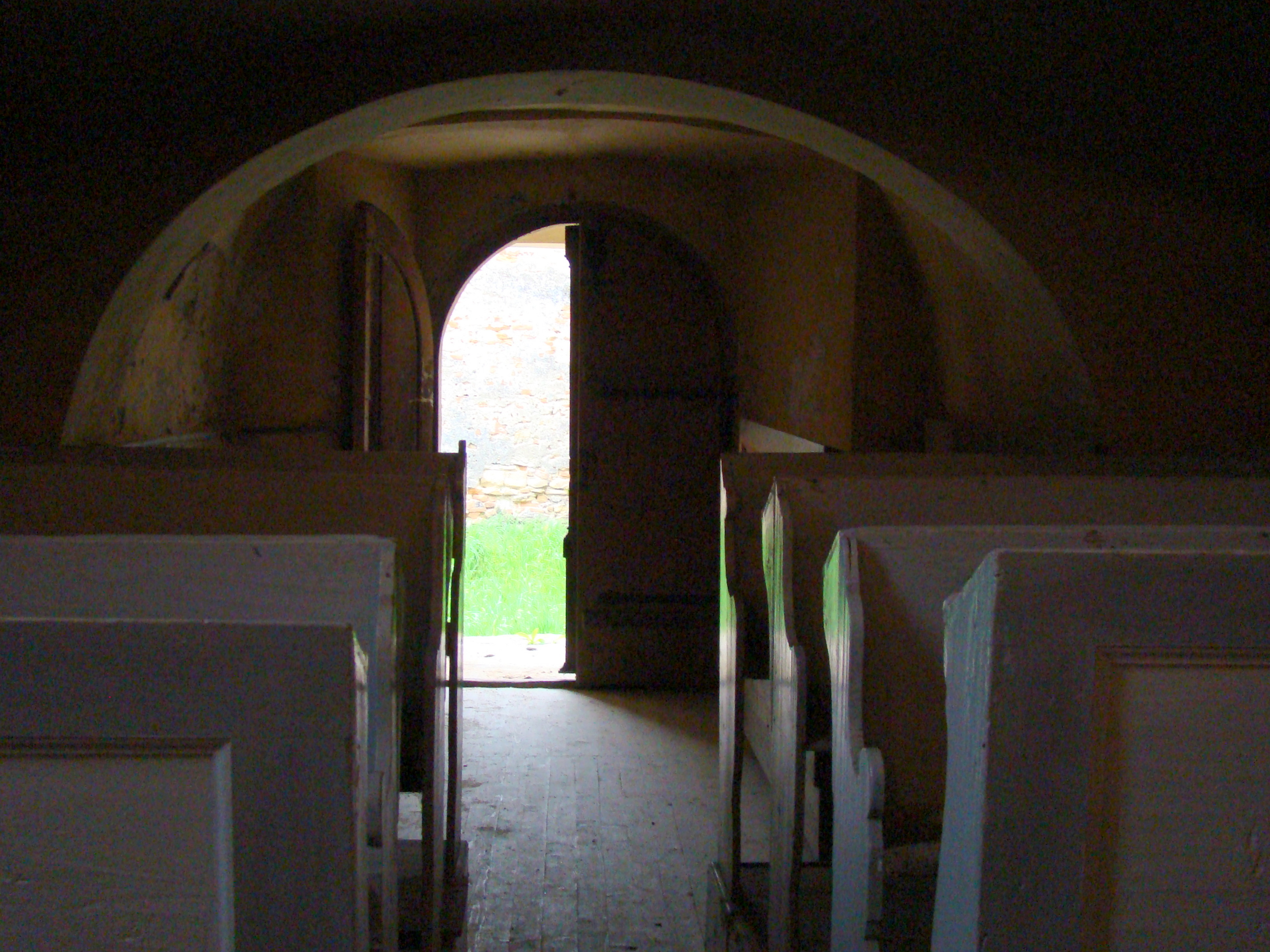

## Vezi și
- Agârbiciu, Sibiu